# Strauße (Gattung)
Die Strauße (Struthio) sind eine Gattung großer, flugunfähiger Vögel. Sie stehen innerhalb der Familie der Struthionidae, deren deutscher Trivialname gleichlautend zur Gattung ist, und der Ordnung der Struthioniformes. Sowohl Familie als auch Ordnung gelten als rezent monotypisch. Die Vögel kommen in den relativ ariden Gebieten in Afrika vor. In historischer Zeit waren sie auch auf der Arabischen Halbinsel präsent, wo sie in den 1960er Jahren ausgerottet wurden. Es werden zwei heute lebende Arten unterschieden, der Afrikanische Strauß (Struthio camelus) und der Somalistrauß (Struthio molybdophanes).
Neben der enormen Körpergröße, die den Straußen den Status der größten rezenten Vögel verleiht, bilden der große plumpe Körper, der lange und weitgehend unbefiederte Hals, ebensolche Beine sowie der kleine Kopf besondere Kennzeichen. Einzigartig unter den Vögeln ist die Reduktion der Zehenanzahl der Füße auf je zwei Strahlen. Dies ist eine besondere Anpassung an das Leben in den offenen Landschaften und ermöglicht eine schnelle Fortbewegung. Strauße treten in lockeren Verbänden auf und sind zumeist tagaktiv. Sie ernähren sich überwiegend von Pflanzennahrung. Die Fortpflanzung erfolgt zu Beginn der Regenzeit. Hennen und Hähne paaren sich häufig mit mehreren Partnern. Die Brutdauer währt rund sieben Wochen.
Neben den heute noch bestehenden Vertretern existiert eine Reihe fossiler Arten aus Afrika, Asien und Europa, des Weiteren auch mehrere Gattungen innerhalb der Familie. Gattung und Familie sind erstmals im Unteren Miozän in Afrika nachweisbar. Die ersten Funde in Eurasien stammen aus dem Mittleren Miozän. Eine größere Vielfalt lässt sich für das Pliozän und das Pleistozän belegen, die eurasischen Linien erloschen dann aber wieder. Einige der frühen Formen gehören zu den größten bekannten Vögeln. Im erweiterten Sinne der Struthioniformes können der näheren Straußenverwandtschaft zusätzlich mehrere Familien zugerechnet werden. Die Stammesgeschichte ist dadurch bis in das Paläogen zurückverfolgbar.
Die wissenschaftliche Benennung der Gattung der Strauße erfolgte im Jahr 1758. Den Menschen sind die Tiere jedoch schon seit Jahrtausenden bekannt. Vor allem während des Jungpaläolithikums, aber auch danach, waren die Schalen der Straußeneier bedeutend, aus denen Perlen gefertigt wurden. Abbildungen der Tiere finden sich als Felsmalereien und ‑gravuren. Auch hatten sie wie etwa im Alten Ägypten symbolische und dekorative Bedeutung. Die heutige wirtschaftliche Nutzung begann Mitte des 19. Jahrhunderts im südlichen Afrika. Standen anfangs noch die Straußenfedern im Mittelpunkt, heute werden zunehmend das Straußenfleisch und das Straußenleder genutzt.

## Merkmale

### Habitus

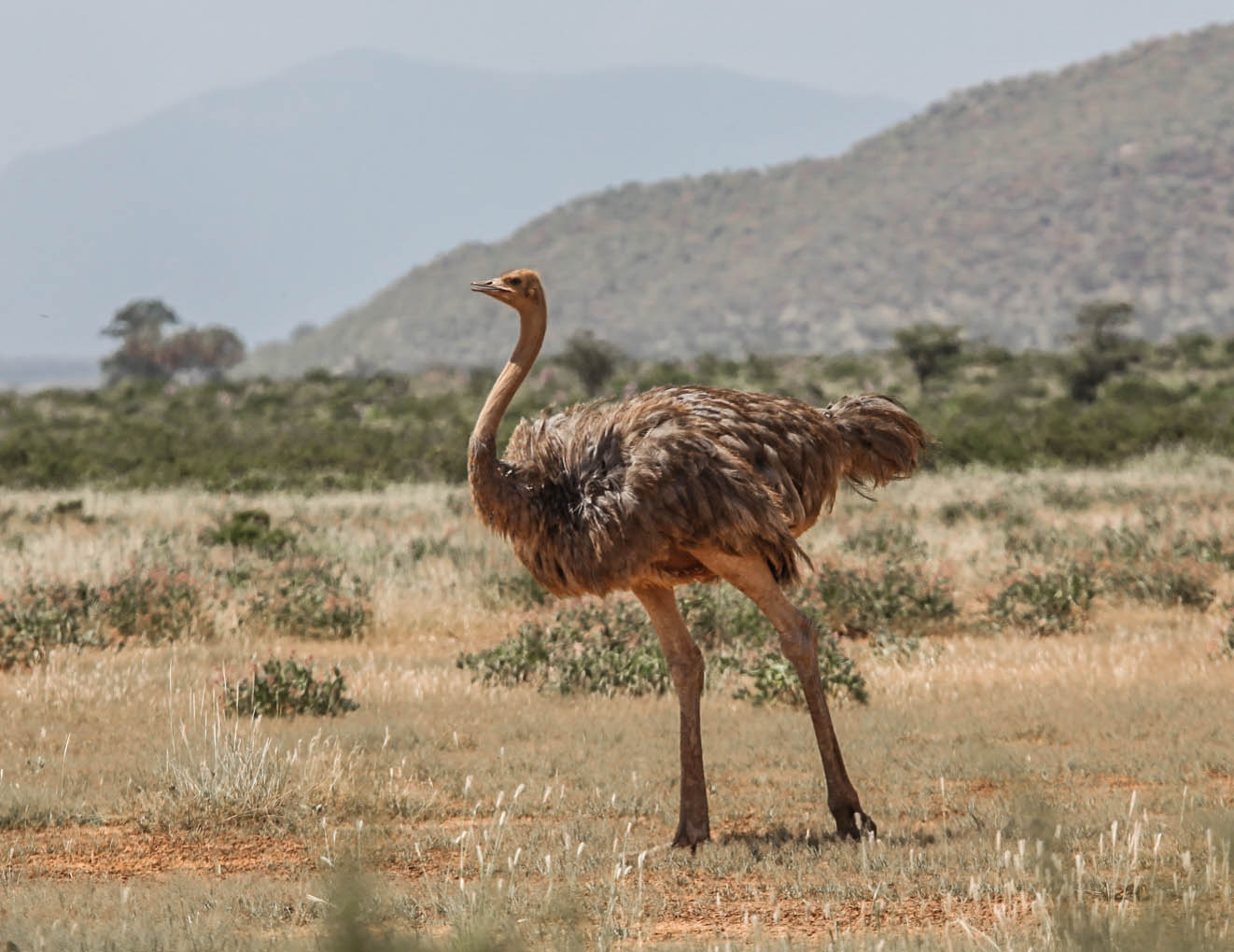
Weibchen des Somalistrauß (Struthio molybdophanes)

Strauße sind die größten Vögel der Erde. Männliche Tiere werden bis zu 275 cm hoch und haben ein Gewicht bis zu 156 kg. Weibliche Individuen sind mit 175 bis 190 cm deutlich kleiner, ihr Gewicht beträgt 90 bis 110 kg. Die Vögel zeichnen sich durch einen ovalen, horizontal ausgerichteten, schweren Rumpf aus. Die Beine sind lang sowie unbefiedert, die Füße weisen zwei nach vorn gerichtete, dicke Zehen auf. Das Vorhandensein von nur zwei Zehen, der dritte und vierte Strahl, bildet ein einzigartiges Merkmal unter den Vögeln. Die jeweils innere Zehe ist deutlich größer und trägt eine kräftige Kralle. Die äußere Zehe wirkt dagegen klein und ist krallenlos, sie hat lediglich Stützfunktion. Auf der Oberfläche der Zehen und des Unterbeins sind große verhornte Schildpolster ausgebildet, die seitlich von kleineren begleitet werden. Die Unterseite der Füße wird ebenfalls durch ein festes Hautpolster geschützt. Ein zusätzliches Polster findet sich rückseitig am oberen Ende des Unterschenkels und dient der Abfederung in Sitzposition.
Die Flügel sind aufgrund der fehlenden Flugeigenschaften zurückentwickelt. Die entsprechenden Schwung- und Steuerfedern dienen daher weitgehend der Schmuck- und Signalwirkung. Dagegen sind die Spitzen der Alula am Daumen verhornt und hakenartig gestaltet. Das Gefieder insgesamt hebt sich bei den männlichen Tieren größtenteils schwarz hervor, das der weiblichen ist graubraun. Bei beiden Geschlechtern treten weiße Handschwingen auf, bei den Hähnen ist zusätzlich der Schwanz weißlich gefärbt. Als Besonderheit gegenüber zahlreichen anderen Vögeln haben die Federn gleich lange Federäste beidseitig des Schaftes. Die Verteilung der Federn ist nicht einheitlich, sondern konzentriert sich auf einzelne Reihen (Federflure, Pterylae). Die Länge der großen Flügelfedern beträgt zwischen 64 und 84 cm, gemessen über die Schaftkrümmung, ihr Gewicht liegt bei 245 g.
Der Kopf ist klein, der Hals lang und nur in den oberen zwei Dritteln minimal befiedert. Die Augen sind mit einer axialen Länge von 39 mm relativ groß und gehören zu den größten unter den Landwirbeltieren. Innerhalb der Gruppe der Vögel stehen sie am weitesten auseinander. Der Schnabel ist kurz, flach und breit. Abweichend von anderen Vögeln bildet sich bei den Straußen ein gutes Unterhautfettgewebe aus.

### Skelett

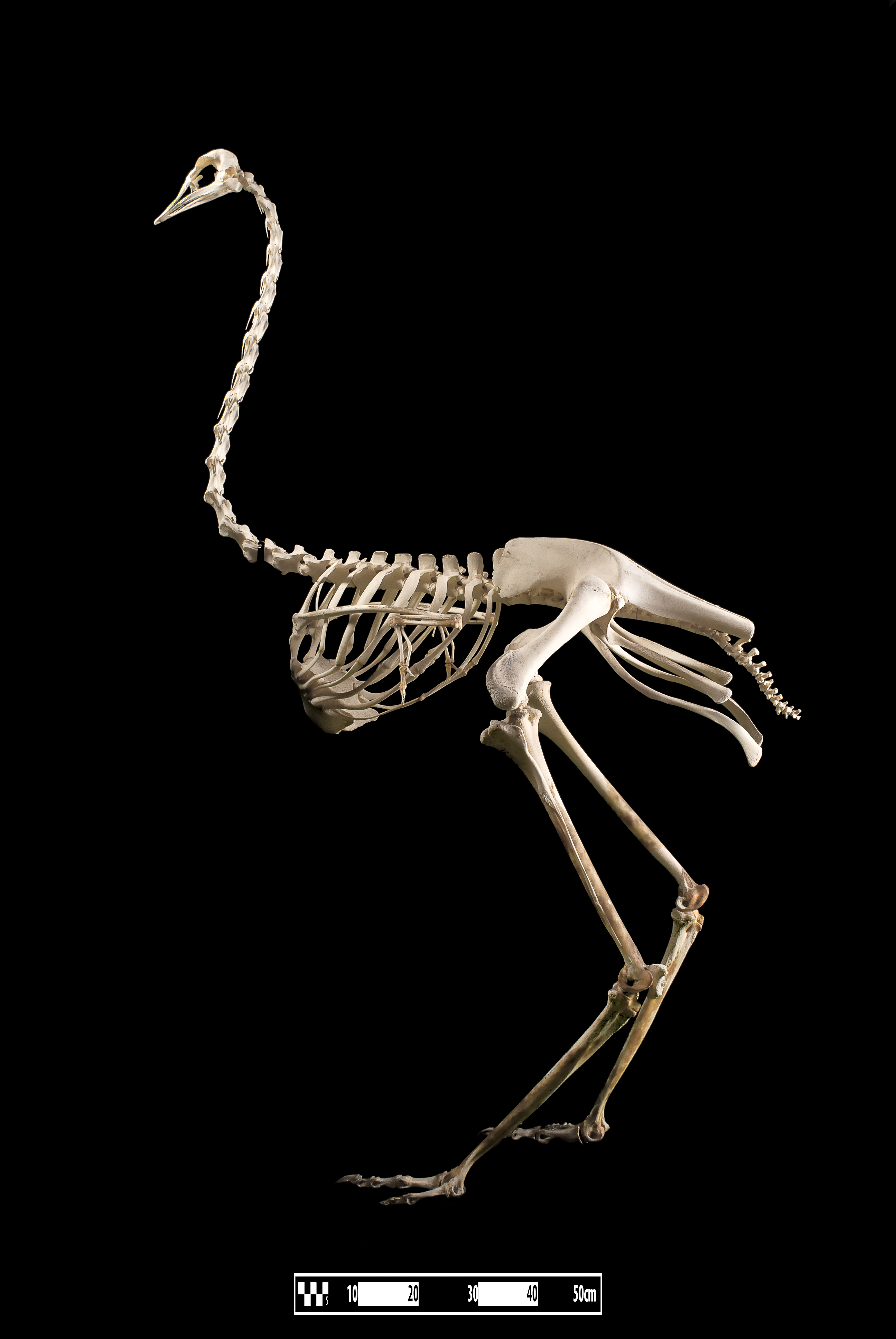
Skelett eines Straußes

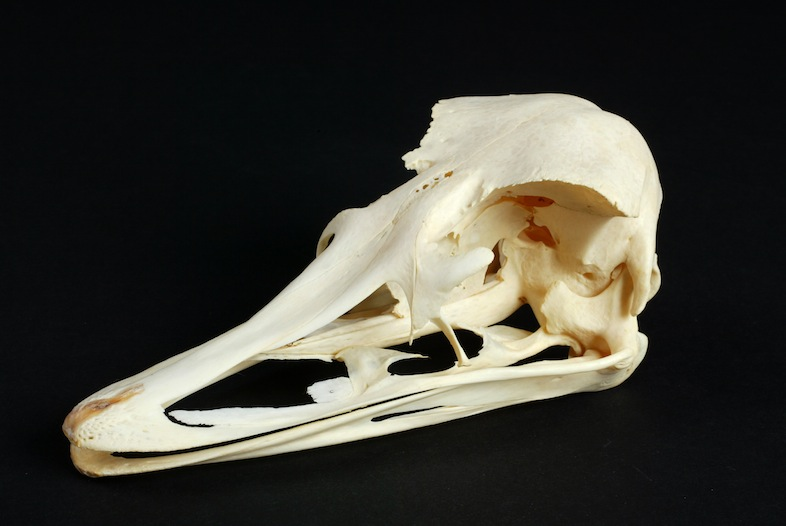
Schädel eines Straußes

Der Schädel der Strauße ist pyramidenförmig mit einem schmalen Gesichtsabschnitt und einem breiten Hinterhaupt. Er besteht wie üblich aus einzelnen und paarigen Knochen. Gesichts- und Hirnschädel werden durch die großen Augenhöhlen getrennt. Nahezu alle Knochen des Hirnschädels sind pneumatisiert, also mit Luftkammern durchzogen. Den größten Anteil hier hat das Stirnbein, das die Oberseite formt, während das Scheitelbein den hinteren Abschluss bildet. Das Hinterhauptbein sitzt an der Schädelbasis. Dadurch ist auch das Foramen magnum stärker zur Unterseite des Schädels verschoben, was etwa von Gänsen und Enten abweicht. Das Jochbein ist wie bei allen Vögeln ein dünner stabförmiger Knochen, der vorn mit dem Jochfortzatz des Oberkiefers (Processus jugalis ossis maxillaris) und hinten mit dem Os quadratojugale verschmolzen ist. Dieser Knochenstab (Arcus jugalis) verbindet den Oberkiefer mit dem Quadratbein. Der Oberkiefer ist nur kurz. Der Mittelkieferknochen wiederum ist groß und durch seine drei Fortsätze speerartig geformt. Er verleiht dem oberen Schnabel seine Form. Der Unterkiefer weist eine V-Form auf mit zwei auswärts gekrümmten Ästen, die sich in einer breiten Symphyse vereinen. Er setzt sich aus vier einzelnen Knochen zusammen, vergleichbar zu den Emus, aber abweichend von Tauben und Hühnern.
Die gesamte Wirbelsäule besteht aus 56 einzelnen Wirbeln, wobei gelegentlich drei Elemente mehr oder weniger auftreten können. Davon entfallen 18 auf die Halswirbelsäule. Im Schultergürtel ist das Schulterblatt nur sehr klein und stabförmig ausgeprägt, während das Schlüsselbein fehlt. Weiterhin ist das Brustbein hervorzuheben, das von außen gesehen fast quadratisch wirkt. Ihm fehlt der für flugfähige Vögel typische kielförmige Brustbeinkamm, der die Ansatzstelle für die massiven Brustmuskel vergrößert. Das somit flache Brustbein der Strauße und anderer flugunfähiger Vögel führte in Anlehnung an das lateinische Wort ratis für „Floß“ zur heute nicht mehr gültigen Bezeichnung Ratitae für die Laufvögel. Das Becken bildet einen massiven Teil des Skeletts, der aus drei Knochen besteht. Außer im Bereich des Darmbeins, das bis zu 60 cm lang ist, besteht keine Verbindung zur Wirbelsäule. Sitzbein und Schambein stellen spangenartige Gebilde dar. Letzteres kragt seitlich weit aus und überragt nach hinten – abweichend von den Nandus – auch ersteres. Hier verschmelzen beide Teile in einer Symphyse. Insgesamt ist das Becken zur Bauchseite hin offen und formt so Richtung Rücken einen dachartigen Schutz für den Unterleib und die Eier. Die Hinterbeine sind robust gestaltet. Die für flugfähige Vögel typischen Pneumatisierungen kommen bei den Straußen weitgehend nur am Oberschenkelknochen vor. Zwischen diesem und dem Tibiotarsus sind zwei Kniescheiben ausgebildet, eine obere und eine untere. Letzterer Langknochen und der Tarsometatarsus haben langgestreckte Knochenschäfte. Entsprechend der Fußanatomie endet der Tarsometatarsus in nur zwei Gelenkrollen mit einer inneren stärkeren und einer äußeren schwächeren. Sie tragen den dritten und vierten Zehenstrahl. Beide Strahlen bestehen aus jeweils vier Phalangen, was einen auffallenden Unterschied zu anderen Vögeln bildet. Das Endglied des großen inneren Zehs ist massiv, das des kleineren äußeren eher grazil gestaltet.

### Innere Organe
Wie alle Vögel besitzen Strauße Luftsäcke. Insgesamt sind fünf Paare ausgebildet, die sich auf den Hals- und Schlüsselbeinbereich, den vorderen und hinteren Körperabschnitt sowie den Bauch verteilen. Die Luftsäcke der Schlüsselbeinregion formen sich aus vier Auswüchsen des Bronchialsystems. Die beiden inneren vereinen sich bauchseitig der Luftröhre zu einem einzigen Sack, der beidseitig von dem jeweils äußeren begleitet wird. Der Penis ist 20 bis 30 cm lang und ähnelt einer Ahle. Er liegt gefaltet in einer Tasche nahe dem Enddarm. Im erigierten Zustand erreicht er 40 cm Länge. Die Hoden wiegen rund 680 g und sind 9,6 cm lang. Sie sind in der Bauchhöhle oberhalb der Nieren positioniert. Während der Fortpflanzungsphase schwellen sie an, verkleinern sich aber in der Zeit danach wieder. Weibliche Tiere haben, im Gegensatz zu den meisten Vögeln, eine Clitoris, die allerdings flach ist und nur rund 3 cm lang wird. Wie bei Vögeln üblich, ist nur der linke Eierstock entwickelt. In diesem finden sich bei Individuen in der Reproduktionsphase die Dotterkugeln, die 1 bis 9 cm groß und in ein Bindegewebegerüst eingebettet sind. Der Legedarm erreicht ab dem Infundibulum eine Länge von 118 cm bei rund 3 cm Durchmesser. Die Zunge ist stumpf und im Rachen gefaltet. Im nachfolgenden Verdauungstrakt fehlt wie bei allen Laufvögeln der Kropf. Der Magen teilt sich in den Drüsenmagen und Muskelmagen. Ersterer ist dünnwandig und produziert abweichend von zahlreichen anderen Vögeln das Magensekret lediglich in der großen Kurvatur. Letzterer ist ein dickerwandiger Muskelsack ähnlich dem samenfressender Vögel. Häufig finden sich in beiden Magenabschnitten Magensteine. Der Dünndarm misst rund 640 cm in der Länge, der Dickdarm wiederum fast 900 cm, wovon der Blinddarm mit rund einem Zehntel den geringsten Teil einnimmt. Letzterer ist analog zu anderen Laufvögeln paarig angelegt, aber im Unterschied zu den Emus und Kasuaren funktionsfähig. Er hat eine langgestreckte Form, im Innenraum befinden sich spiralförmige Falten. Eine Gallenblase ist bei den Straußen im Unterschied zu den Nandus und Emus nicht ausgebildet. Nieren und Herz zeigen kaum Abweichungen von anderen Vögeln.

### Eier

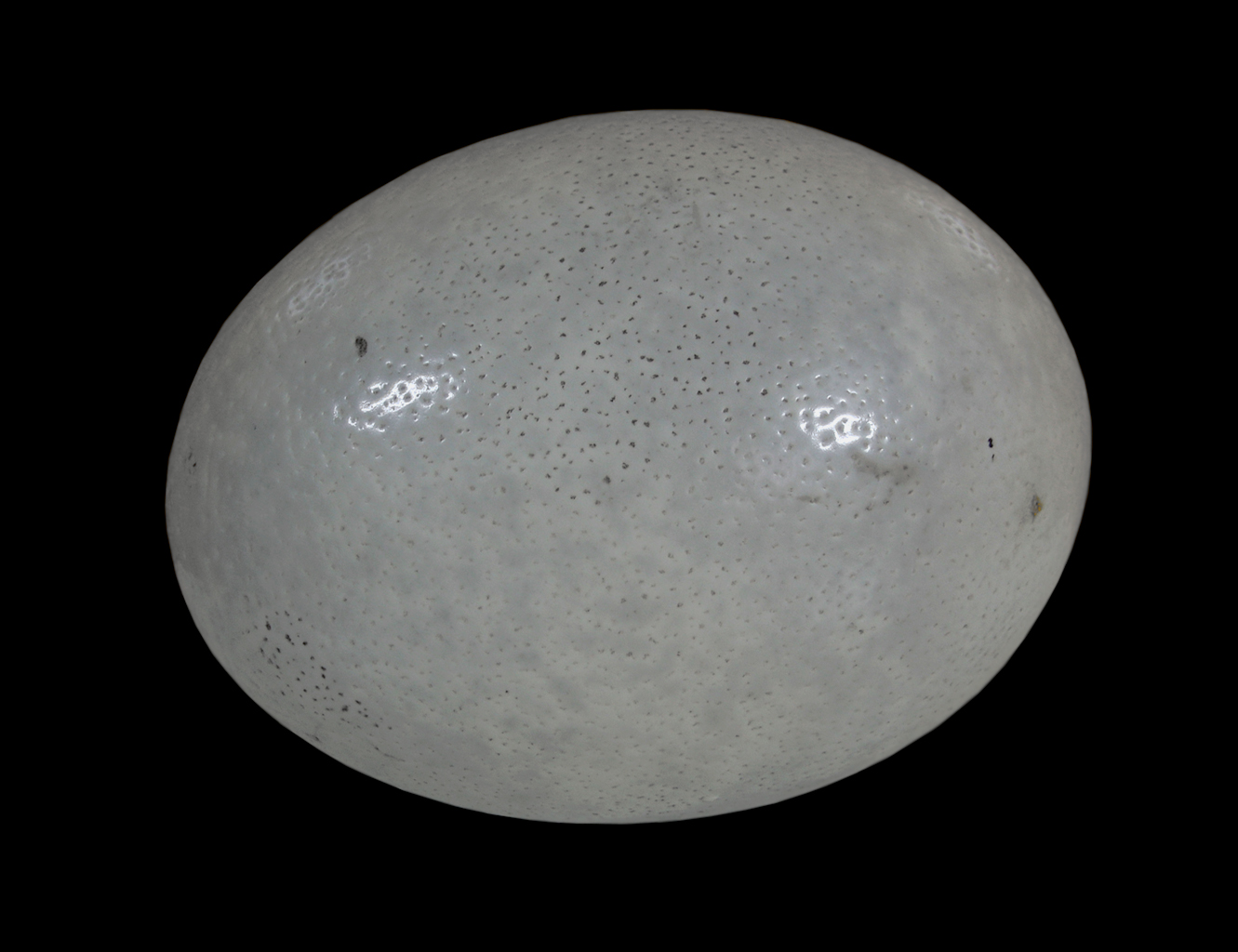
Straußenei

Straußeneier sind die größten Eier einer heute lebenden Vogelart. Sie werden zwischen 15 und 17 cm lang und haben einen Durchmesser von 12,3 bis 13,5 cm. Das durchschnittliche Gewicht beträgt 1400 g. Dies entspricht in etwa 1,2 % des Lebendgewichtes einer Straußenhenne. Im Vergleich zu anderen Vögeln sind die Eier dadurch verhältnismäßig klein, ähnlich wie beim Truthahn. Beim Haushuhn erreicht das Ei rund 3,5 % des Gewichtes der Henne, bei der Wachtel sind es gut 8 %. Die Farbe der Eier reicht von weißlich bis gelblichbraun. Ein Ei setzt sich zu 53,4 % aus Eiklar, 32,5 % aus Dotter und 14,1 % aus Schale zusammen. Die Werte variieren nur geringfügig von anderen Vögeln. Die Schale wird somit im Durchschnitt 220 g schwer. Die Schalendicke beträgt 1,8 bis 2,4 mm. Auf der Oberfläche sind zahlreiche Poren ausgebildet, von denen rund 4 auf etwa 0,25 cm² zu finden sind. Ihr Durchmesser beträgt 0,1 bis 1 mm. Die Anordnung der Poren hat taxonomischen Charakter. So treten sie beim Afrikanischen Strauß singulär auf, beim Somalistrauß hingegen in Flecken aus 30 bis 70 Einzelporen gruppiert.

## Verbreitung

Verbreitung der Strauße: gelb der Somali-Strauß (S. molybdophanes), übrige der Afrikanische Strauß (S. camelus) mit seinen Unterarten (orange – Nordafrikanischer Strauß, grün – Massai-Strauß, rot – Südafrikanischer Strauß)

Die beiden heutigen Arten der Strauße kommen in Afrika vor und beschränken sich dort auf die Regionen südlich der Sahara. Der Afrikanische Strauß (Struthio camelus) besiedelt mit mehreren Unterarten ein größeres Gebiet im südlichen, östlichen und nördlichen Teil des Kontinentes. Der Somalistrauß (Struthio molybdophanes) ist lediglich im nordöstlichen Afrika präsent. Noch in historischer Zeit bewohnten die Vögel auch den westlichen Teil Asiens, enger genommen die Arabische Halbinsel. Hier war der Arabische Strauß verbreitet, eine Unterart des Afrikanischen Straußes, die in den 1960er Jahren aber ausgerottet wurde. Als bevorzugte Lebensräume dienen offene savannen- bis teils wüstenartige Landschaften und trockene Wälder. Die nördlichen und südlichen Populationen werden durch den zentral- und ostafrikanischen Regen- und Miombo-Waldgürtel voneinander getrennt.

## Lebensweise

### Anpassungen und Physiologie

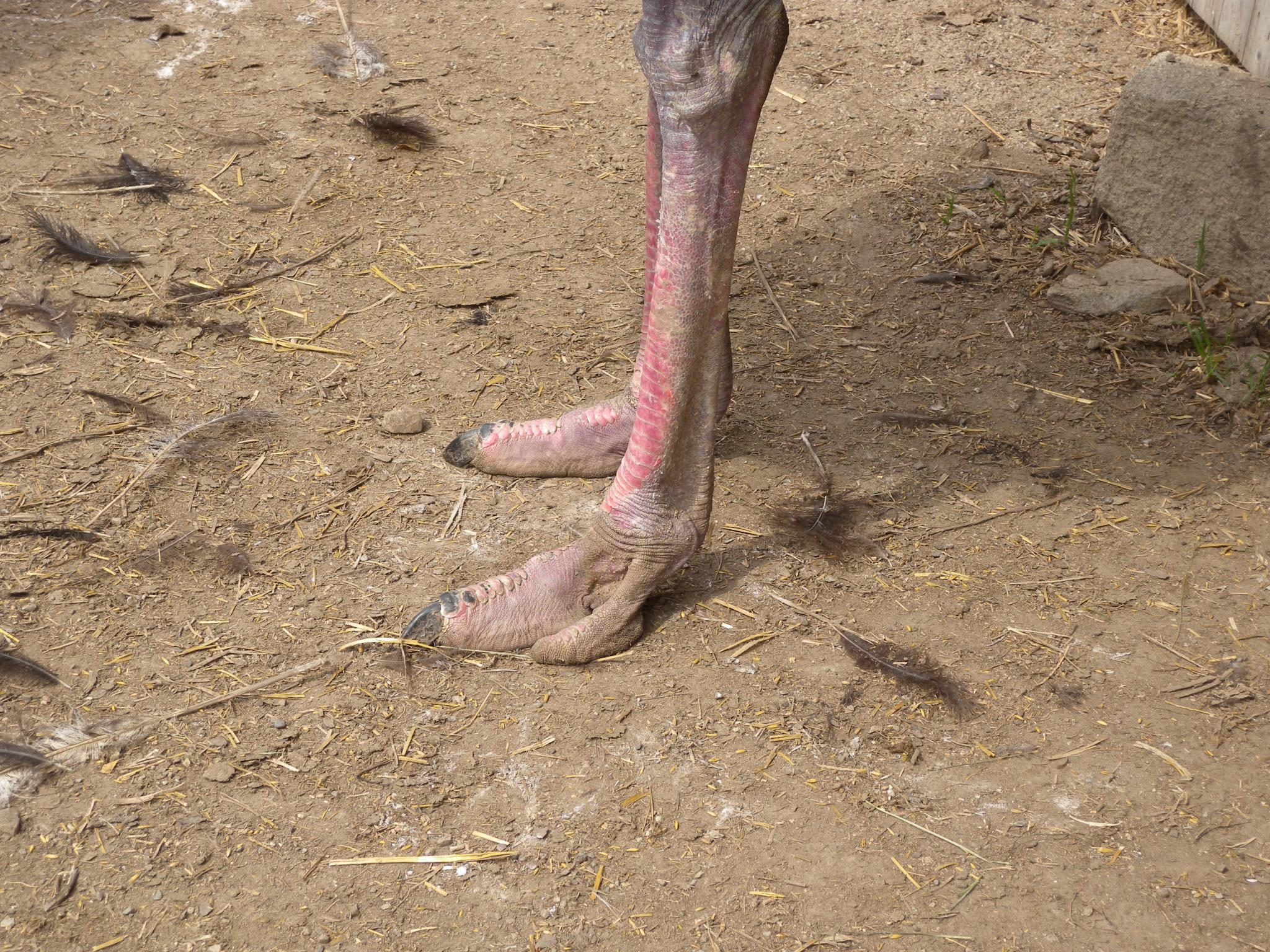
Füße eines Straußes mit den beiden Zehen

Die Strauße haben sich stark an ein Leben in den offenen Landschaften angepasst und erreichen Laufgeschwindigkeiten von bis zu 70 km/h. Ermöglicht wird dies zum einen durch die langen Beine. Hier sind vor allem die gestreckten unteren Abschnitte, der Tibiotarsus und der Tarsometatarsus, hervorzuheben, die kombiniert mehr als 75 % der gesamten Beinlänge ausmachen. Davon entfallen 34 bis 36 % auf letzteren und 40 bis 41 % auf ersteren. Im besonderen Maße beeinflusst dies aber auch die auffallende anatomische Strukturierung des Fußes, der einzigartig unter den Vögeln aus nur zwei Zehen besteht. Die deutlich reduzierte Zehenanzahl mindert beim Laufen den Reibungswiderstand im Kontakt zum Boden. Ein ähnliches Prinzip ist auch bei Säugetieren bekannt und im Extrem bei den Pferden mit nur einer Zehe je Fuß ausgebildet. Andere flugunfähige große Laufvögel zeigen ebenfalls Ansätze einer Verringerung der Zehenanzahl, so die Kasuare, Nandus und Emus, bei denen jeweils dreizehige Füße vorkommen. Flugfähige Vögel verfügen in der Regel über Füße mit vier Zehen.
Beim postcranialen Skelett ist vor allem der lange Hals ein charakteristisches Kennzeichen der Strauße. Die hohe Anzahl von 18 Halswirbeln streckt den Hals nicht nur auf bis zu 1 m Länge, sie ermöglicht zudem eine enorme Flexibilität, durch die der Kopf beim Fressen Richtung Boden geführt oder bei der Gefiederpflege um 180° gewendet werden kann. Während die überwiegenden Drehbewegungen des Kopfes auf die ersten beiden Halswirbel, den Atlas-Axis-Komplex, beschränkt bleiben, werden die Bewegungen des Halses überwiegend ab dem achten Wirbel abwärts getätigt. Begünstigt wird dies durch die einerseits gleichbleibenden Größe der Wirbel, andererseits auch die höhere Muskelmasse in diesem Abschnitt. Hierbei ist der mittlere Halsbereich weitgehend in der Auf- und Abwärtsführung des Kopfes involviert, der untere hingegen in seitlichen Bewegungen.
Die Körpertemperatur wildlebender Strauße variiert von 37,8 bis 41,2 °C. Sie ist damit durchschnittlich etwas niedriger als bei den meisten anderen Vögeln. Individuell bleibt sie trotz veränderlicher Außentemperatur weitgehend stabil. Selbst bei extremen Umgebungswerten von 50 °C kann ein Tier seine Körpertemperatur für mehrere Stunden unter 40 °C halten. Bei körperlich aktiven Individuen wurden bisweilen Rektaltemperaturen von über 46 °C festgestellt, ohne dass körperliche Beeinträchtigungen eintraten. Aufgrund der bei Vögeln fehlenden Schweißdrüsen erfolgt die Ableitung der Körperwärme weitgehend über den Atemweg unter stärkerer Einbeziehung der Luftsäcke. Die normale Atemfrequenz liegt bei sechs bis zwölf Züge je Minute und steigt unter Hitzestress auf 40 bis 60 an. Der Wasserverlust beträgt dann bis zu 0,75 % des Körpergewichts, was etwa nur der Hälfte dessen entspricht, was ein Mensch unter gleichen Bedingungen ausschwitzt.

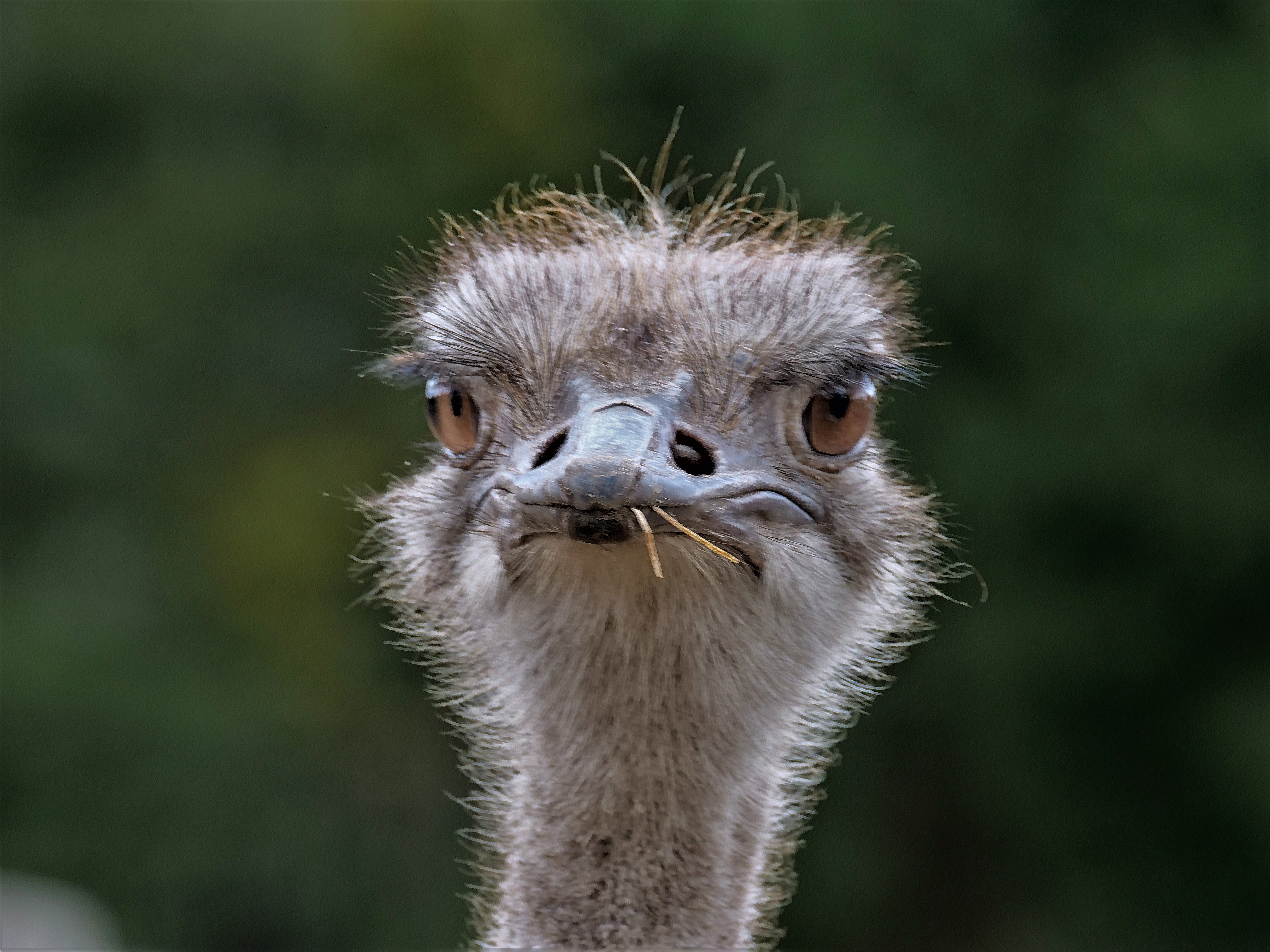
Typische Kopfposition eines Straußes mit den weit auseinander stehenden Augen

Die weit auseinanderstehenden großen Augen sind eine Besonderheit der Strauße. Die Vögel besitzen dadurch ein enges Gesichtsfeld für binokulares Sehen von 20° seitlich des Schnabels. Das monokulare Gesichtsfeld beträgt hingegen 155° und kombiniert 290°. Die Werte stimmen in etwa mit denen des Nachtreihers oder der Felsentaube überein, sind aber deutlich abweichend zu jenen der Stockente mit ihrem engeren bin- und weiteren monokularen Feld oder des Waldkauzes, bei dem das Verhältnis umgekehrt ist. Die vertikale Ausrichtung des binokularen Sehens bei den Straußen umfasst 80°. Blinde Bereiche finden sich über und hinter dem Kopf. Das Gesichtsfeld für räumliches Sehen wird weiterhin eingeschränkt, da funktional dieses erst bei einer Entfernung ab 13 cm von der Schnabelspitze einsetzt, der Bereich direkt vor dem Schnabel ist ebenfalls blind. Diese optische Wahrnehmung hat unmittelbaren Einfluss auf das Verhalten. In der Regel ist bei den Straußen der Schnabel sowohl beim Laufen und Stehen als auch bei vertikalen Kopfbewegungen horizontal positioniert. Lediglich bei der Nahrungsaufnahme wird dies geändert. Beim Aufpicken der Nahrung fixiert ein Tier diese in einer kurzen Ruhephase bei einer Entfernung von rund der anderthalbfachen Schnabellänge, die dann von einer gezielten linearen Kopfbewegung abgelöst wird. Dadurch ist dieser gesamte Vorgang unter visueller Kontrolle. Ähnliches kann zu Vögeln gesagt werden, die ihre Nahrung gleichfalls pickend aufnehmen. Bei beuteschlagendern Vögeln wie dem Waldkauz ist das binokulare Gesichtsfeld deutlich weiter, da hier die Füße eine größere Rolle beim Nahrungserwerb spielen. Der ausgedehnte blinde Bereich über und hinter dem Kopf verbunden mit der typischen horizontalen Kopfhaltung der Strauße kann dem gegenüber wieder als Schutzmaßnahme vor der intensiven Sonneneinstrahlung in den offenen Landschaften gesehen werden, da so Schädigungen der Netzhaut vermieden werden.

### Sozialverhalten und Aktivitäten

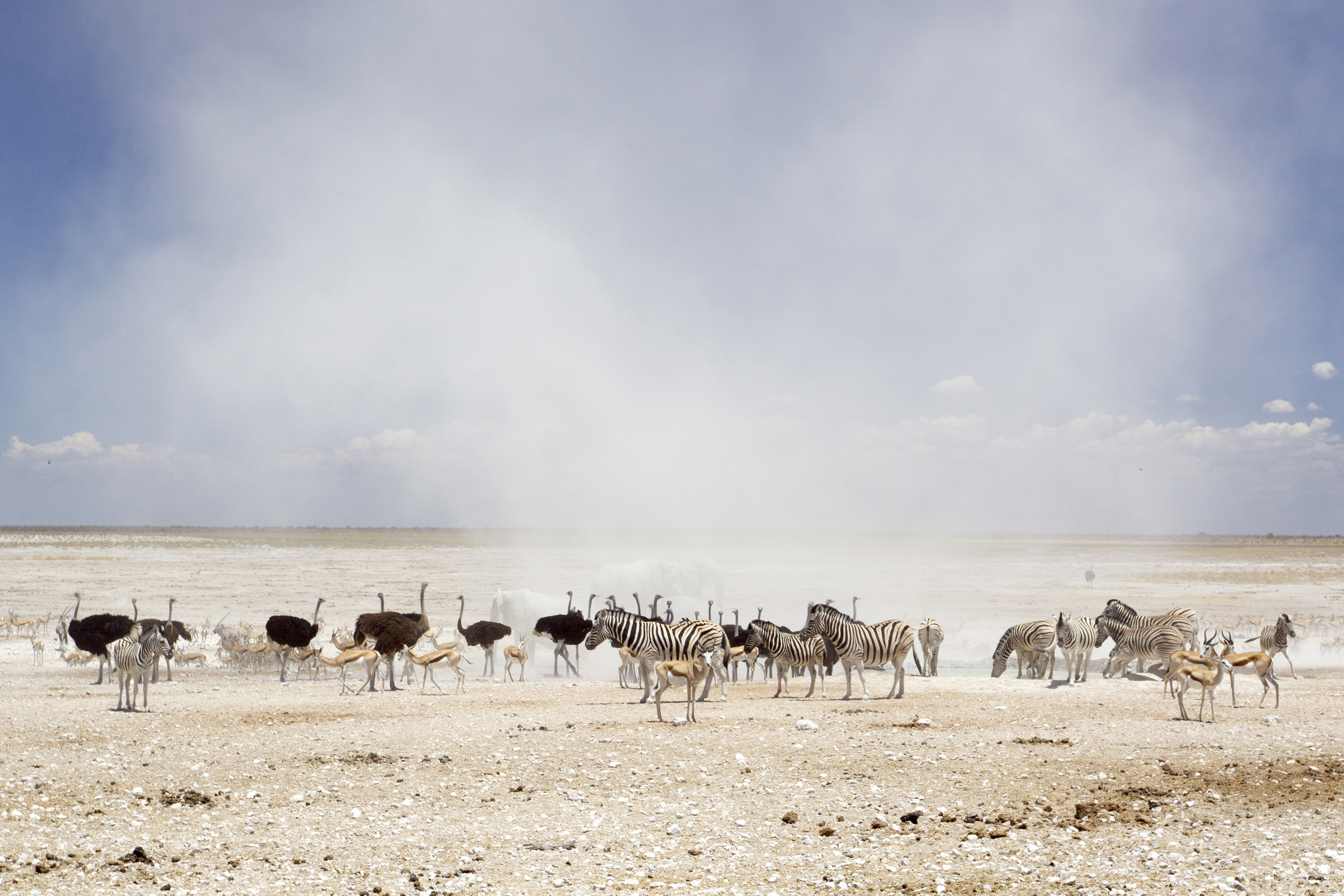
Strauße in lockerer Gesellschaft mit Zebras und Springböcken

Das Sozialverhalten der Strauße ist komplex. Die Vögel treten in größeren Gruppen, Familienverbänden und als einzelne Individuen auf. Die Gruppen bestehen aus 5 bis 50 Tieren, die von einer Henne angeführt werden. In diesen versammeln sich Tiere unterschiedlichen Alters und Geschlechts. Häufig halten sich die Gruppen in der Umgebung anderer großer Pflanzenfresser wie Zebras und Antilopen auf, wahren aber immer einen gewissen Abstand zu diesen. Innerhalb solcher interartlichen Aggregationen haben Strauße aber eine eher niedrige Rangstufung, so dass etwa an Wasserstellen zumeist andere Tiergruppen Vorrang genießen. Größere Gruppen an Straußen bilden sich vor allem außerhalb der Fortpflanzungsphase. Dann unternehmen sie auch weitere Wanderungen. Während der Fortpflanzung zerfallen die Verbände in kleinere Gruppen. Soziale Interaktionen zwischen den Gruppen entstehen, wenn ein Tier eine eher unterwürfige Haltung mit gesenktem Kopf und Schwanz einnimmt. Drohgebärden hingegen umfassen einen gestreckten Kopf, einen erhobenen Schwanz und vorgelagerten Brustkorb.
In der Regel sind Strauße tagaktiv, nächtliche Unternehmungen kommen selten vor. Die hauptsächlichen Tätigkeiten setzen sich aus Fressen und Trinken sowie Wandern und Ruhen zusammen. Über den Tag beansprucht das Fressen rund ein Drittel des Zeitbudgets, Wandern wiederum fast 45 %. Letzteres dient aber zum Großteil der Nahrungssuche. Andere Tätigkeiten betreffen das Putzen des Federkleides oder Sandbaden. Entsprechend zu anderen großen Laufvögeln können Strauße auch schwimmen. In größeren Gruppen sind Einzeltiere weniger aufmerksam für ihre Umgebung als singulär auftretende Individuen. Letztere verbringen nahezu die doppelte Zeit mit der Beobachtung der Umfeldes als Tiere in Verbänden. Dennoch erkennen Gruppentiere relativ zeitnah ankommende Beutegreifer.

### Ernährung
Prinzipiell sind Strauße Allesfresser, bevorzugen aber Grünpflanzen. Gelegentlich treten in untersuchten Mageninhalten auch Insektenreste auf, die wohl als Beifang auf den Pflanzen mit konsumiert wurden. Zum Nahrungsspektrum gehören unter anderem verschiedene Akanthusgewächse, Mittagsblumengewächse und Korbblütler. Dornen stellen kein Hindernis dar, doch meidet ein Tier tote oder verholzte Pflanzen. Kleine Pflanzen werden aus dem Boden gezogen und mitsamt ihren Wurzeln gefressen. Die täglich verzehrte Nahrungsmenge beträgt 4,5 bis 6 kg Feuchtmasse. Ein Großteil der Nahrungsaufnahme erfolgt morgens, wenn die Pflanzen noch feucht sind. Aufgrund des hohen Flüssigkeitsgehaltes der Nahrung benötigt ein Individuum nur selten zusätzliches Wasser. Bei sich bietender Gelegenheit trinken Strauße allerdings. Sie halten sich zudem selten weiter als 24 km von der nächsten Wasserstelle auf.

### Fortpflanzung

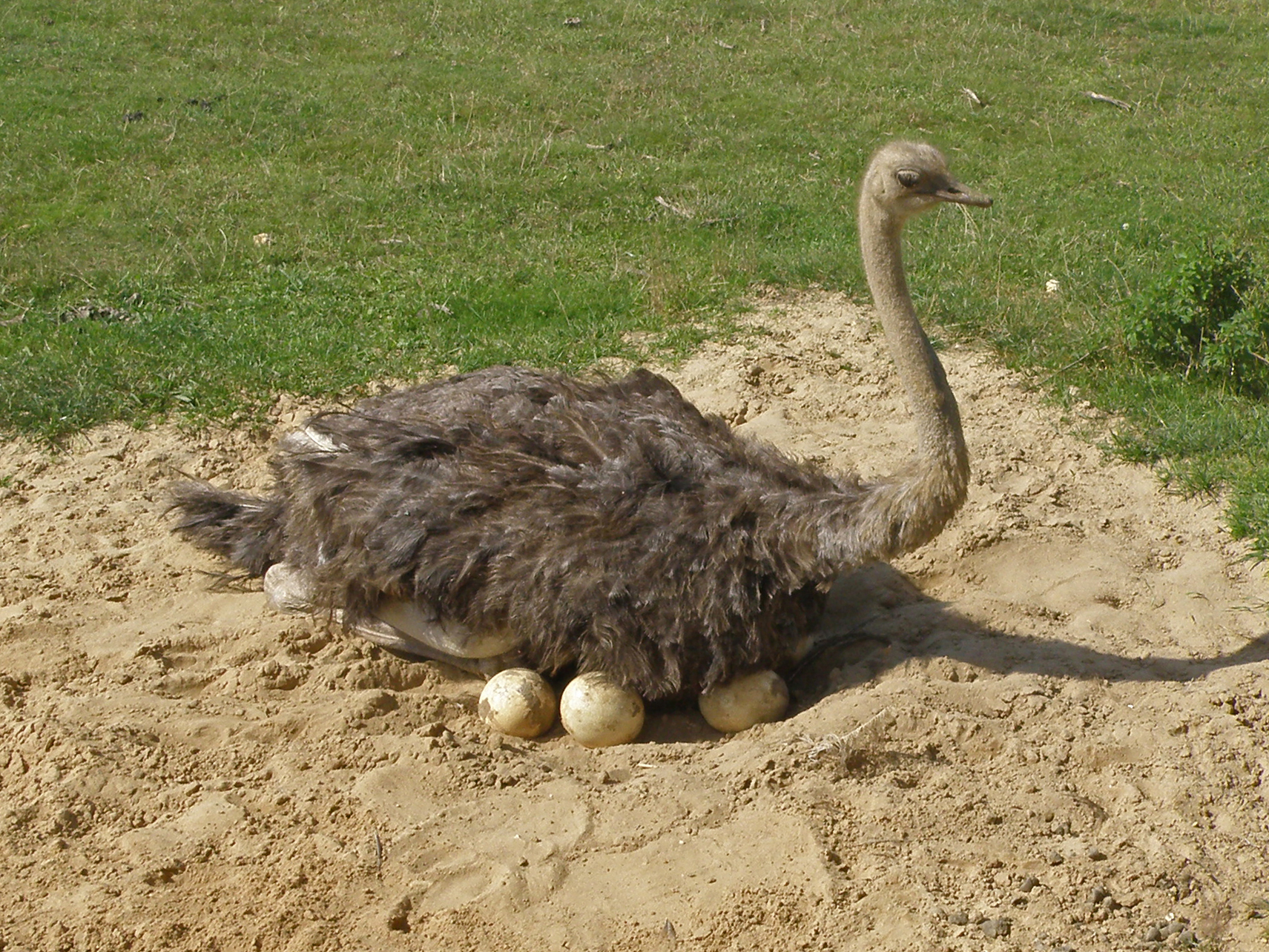
Straußenweibchen mit Nest

Die Paarungszeit ist jahreszeitlich beschränkt und korrespondiert mit dem Beginn der Regenzeit, die über das gesamte Verbreitungsgebiet der Strauße variabel eintritt. Dadurch ist gewährleistet, dass qualitativ hochwertige und quantitativ ausreichend Nahrung zur Verfügung steht. Strauße sind polygam, das heißt sowohl Männchen als auch Weibchen paaren sich mit mehreren Sexualpartnern. Monogame Paare sind hingegen selten. Als „Nest“ kratzt der Hahn eine Vertiefung in den Erdboden, in die mehrere (bis zu 18) Hennen ihre Eier legen. Zuerst legt das Hauptweibchen in der Regel sieben bis zehn Eier in das Nest, darauf mehrere Nebenweibchen weitere Eier, so dass die gesamte Gelegegröße 16 bis 40 Eier umfassen kann. Die polygame Vermehrung bedingt, dass nicht alle Eier eines Nestes vom gleichen Hahn befruchtet sind. Auch legen die Hennen Eier in verschiedene Nester. Als Standort des Nestes wird ein Ort gewählt, der dem brütenden Strauß einen guten Überblick über die Umgebung ermöglicht.
Sowohl das Männchen als auch das Hauptweibchen bebrüten das Gelege. Die Henne übernimmt dies häufig tagsüber, der Hahn nachts. Teilweise werden die Eier umsortiert, um Auskühlungen bei peripherer Lage zu vermeiden. Dadurch ist die Temperatur der Eier während des Brütens mit 31 bis 36 °C relativ konstant. Kurz vor dem Schlüpfen des Nachwuchses steigt sie auf knapp 37 °C, was durch den Stoffwechsel des Embryos erklärbar ist. Die Brutdauer liegt bei insgesamt 41 bis 43 Tagen. Frisch geschlüpfte Küken wiegen rund 890 g. Drei Tage nach der Geburt verlassen die Jungstrauße das Nest und werden anschließend vom Hahn und von der Haupthenne geführt und beschützt. Als erste Nahrung picken Straußenküken den Kot der Elterntiere auf. Dadurch nehmen sie Mikroorganismen zu sich, die die Verdauung faseriger Pflanzen fördern sowie das eigene Immunsystem stärken. Selbständig sind Strauße mit einem Alter von etwa einem Jahr. Die Geschlechtsreife setzt mit vier bis fünf Jahren ein.

## Systematik

### Allgemein
Die Strauße sind eine Gattung aus der im Deutschen gleichnamigen Familie der Strauße (Struthionidae) innerhalb der Ordnung der Struthioniformes. Sowohl Familie als auch Ordnung gelten als rezent monotypisch. Die Struthioniformes als höhere taxonomische Einheit werden den Urkiefervögeln (Palaeognathae) zugerechnet. Dadurch besteht eine engere Verwandtschaft mit anderen großen Laufvögeln wie den Emus (Dromaius) und Kasuaren (Casuarius) aus der Gruppe der Casuariiformes und den Nandus (Rhea) aus der Gruppe der Rheiformes. Als in jüngerer Zeit ausgestorbene Vertreter werden zudem die Elefantenvögel (Aepyornithiformes) und die Moas (Dinornithiformes) hinzugerechnet. Darüber hinaus bestehen aus anatomischer Sicht engere Beziehungen zu einzelnen Formengruppen des Paläogens wie etwa den Lithornithiformes. Innerhalb der rezenten Urkiefervögel bilden die Strauße molekulargenetischen Untersuchungen zufolge die Schwestergruppe zu allen anderen Vertretern. Ihre Trennung erfolgte demnach bereits in der Oberkreide vor rund 69 bis 80 Millionen Jahren von der gemeinsamen Linie.

### Übersicht über die Gattungen und Arten
Die Gattung der Strauße teilt sich in zwei Arten, deren Verbreitung heute auf Afrika beschränkt bleibt. Diese umfassen den Afrikanischen Strauß (Struthio camelus) und den Somalistrauß (Struthio molybdophanes). Beide werden seit 2014 als eigenständig geführt, ihre genetische Trennung erfolgte im Pliozän vor 4,1 bis 3,6 Millionen Jahren. Teilweise steht aufgrund molekulargenetischer Befunde zur Diskussion, ob die nördlichen und östlich-südlichen Unterarten des Afrikanischen Straußes ebenfalls einen Artstatus erhalten sollen.
Daneben sind mehrere Fossilformen bekannt. Unter Hinzuziehung dieser gliedert sich die Familie der Strauße folgendermaßen:
- Familie: Struthionidae Vigors, 1825

- Gattung: † Palaeostruthio Burchak-Abramovich, 1953

- † Palaeostruthio karatheodoris (Forsyth-Major, 1888)

- Gattung: † Pachystruthio Kretzoi, 1954

- † Pachystruthio anderssoni (Lowe, 1931)
- † Pachystruthio dmanisensis (Burchak-Abramovich & Vekua, 1990)
- † Pachystruthio pannonicus Kretzoi, 1954
- † Pachystruthio transcaucasicus (Burchak-Abramovich & Vekua, 1971)

- Gattung: Struthio Linnaeus, 1758

- † Struthio asiaticus Milne-Edwards, 1871
- † Struthio barbarus Arambourg, 1979
- † Struthio brachydactylus Burchak-Abramovich, 1949
- Struthio camelus Linnaeus, 1758 (Afrikanischer Strauß)
- † Struthio chersonensis (Brant, 1873)
- † Struthio coppensi Mourer-Chauviré, Senut, Pickford & Mein, 1996
- † Struthio linxiaensis Hou, Zhou, Zhang & Wang, 2005
- Struthio molybdophanes Rothschild, 1919 (Somalistrauß)
- † Struthio novorossicus Alexejev, 1916
- † Struthio oldawayi Lowe, 1933
- † Struthio orlovi Kurochkin & Lungu, 1970
- † Struthio wimani Lowe, 1931

Die Eigenständigkeit einiger Arten ist momentan in Diskussion. Dadurch könnte etwa Struthio novorossicus identisch sein mit Struthio asiaticus, ebenso wäre Pachystruthio dmanisensis synonym zu Pachystruthio pannonicus. Einige Formen wie Pachystruthio anderssoni, Pachystruthio dmanisensis oder Palaeostruthio karatheodoris wurden ursprünglich ebenfalls innerhalb der Gattung Struthio geführt, später aber ausgelagert. Struthio linxiaensis steht teilweise innerhalb der Untergattung Orientornis, die mitunter auch als eigenständige Gattung angesehen wird.
Neben diesen bekannten, auf Skelettmaterial begründeten ausgestorbenen Vertretern wurden noch einige Formengruppen benannt, die auf fossilen Eierschalen basieren und als „Eierarten“ (oospecies) oder „Eiergattungen“ (oogenus) bezeichnet werden. Deren genaue Abtrennung untereinander ist nicht immer eindeutig. Zur Gattung Struthio gehören dadurch ebenfalls Arten wie Struthio daberasensis und Struthio karingarabensis, teilweise auch Struthio kakesiensis, die alle aus dem Pliozän Afrikas überliefert sind. Auf höherer Ebene fallen hierunter beispielsweise die aus dem Miozän des südwestlichen Afrikas beschriebenen Gattungen Diamantornis, Namaornis und Tsondabornis, des Weiteren Psammornis, der über einen längeren Zeitraum vom Eozän bis zum Holozän im nördlichen Afrika und angrenzenden Gebieten belegbar ist, oder der im Pliozän und Pleistozän nachweisbare Struthiolithus, wahrscheinlich identisch zu Struthio. Für Psammornis und Namaornis ist eine Eierschalendicke von bis zu 3,4 mm beziehungsweise über 4 mm überliefert. Unter Annahme einer vergleichbaren Formgebung der Eier wie bei den heutigen Straußen ergeben sich für ersteren maximale Größen von 28 × 21 cm. Das vermutete Gewicht der Eier könnte bis zu 7 kg betragen haben. Die Unterscheidung der einzelnen Gattungen erfolgt anhand der Gestaltung der Eierschalen, vornehmlich der Art der Poren. Voneinander abtrennbar sind hier zwei größere Einheiten, der „struthionide Typ“ und der „aepyornithoide Typ“. Letzterer, benannt nach den nur auf Madagaskar vorkommenden Elefantenvögeln, weist Poren auf, die in linear gerichteten Riefen auftreten, ersterer zeigt in fleckenartigen Eintiefungen angeordnete Poren. Es sind allerdings auch Übergangstypen und einzelne Sonderformen dokumentiert.
In der höheren Gliederung gehören den Struthioniformes folgende Familien an:
- Ordnung: Struthioniformes Latham, 1790

- Familie: † Eogruidae Wetmore, 1934
- Familie: † Ergilornithidae Kozlova, 1960
- Familie: † Palaeotididae Houde & Haubold, 1987
- Familie: Struthionidae Vigors, 1825

Die Palaeotididae mit Palaeotis als Typusform galten lange Zeit als mit den Straußen eng verbunden und standen somit innerhalb der Familie der Struthionidae. Hier bildeten sie die eigene Unterfamilie der Palaeotidinae. Neuere Bearbeitungen sehen diese nun als eigenständige Familie an. Deren genaue systematische Zuweisung innerhalb der Urkiefervögel blieb anfangs weitgehend unklar, da sowohl ein Schwestergruppenverhältnis zu allen anderen Urkiefervögeln als auch zu den Nandus in Frage kam. Des Weiteren ordnete man sowohl die Eogruidae als auch die Ergilornithidae ursprünglich als Angehörige der Kranichvögel (Gruiformes) ein. Alle drei Gruppen wurden in einer Studie aus dem Jahr 2021 als Stammformen der Struthioniformes ausgewiesen. Allerdings formen die Eogruidae vermutlich eine paraphyletische Gruppe, welche die Ergilornithidae mit einschließt. Uneindeutig bleibt die Position der Geranoididae, eine ausgestorbene Gruppe aus dem Paläogen Nordamerikas, die ebenfalls als urtümliche Kranichvögel angesehen wurden. Auch hier besteht die Möglichkeit einer Einbindung in die Struthioniformes.

## Stammesgeschichte

### Ursprünge

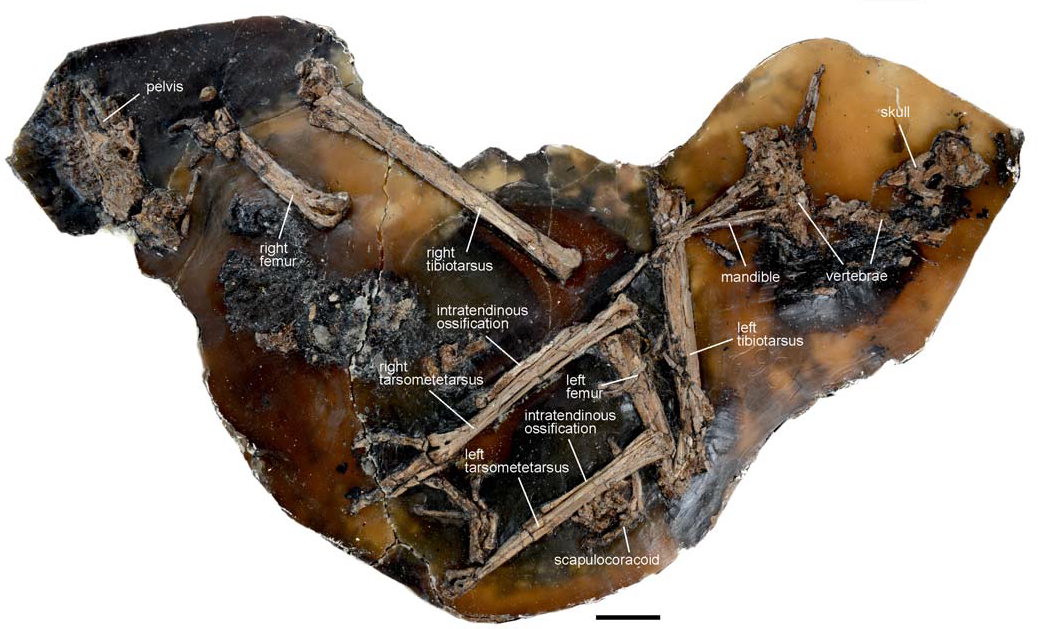
Skelett von Palaeotis als einer der ältesten Vertreter straußenartiger Vögel

Der Fossilbericht der Strauße verteilt sich auf Afrika und Eurasien. Die Funde straußenartiger Vögel reichen bis in das Paläogen zurück. Unter der Voraussetzung einer Zuordnung von Remiornis zu den Straußenartigen könnte ihr frühestes Auftreten bereits im ausgehenden Paläozän erfolgt sein. Das überwiegend stark fragmentierte Fundmaterial, das etwa von Rivecourt im nördlichen Frankreich dokumentiert ist, erschwert aber eine genaue systematische Zuweisung. Als ältester eindeutiger Vertreter wird gegenwärtig Galligeranoides betrachtet, ein Angehöriger der Palaeotididae. Von dieser Form sind einzelne Beinknochen aus Saint-Papoul im südwestlichen Frankreich belegt, wo sie zusammen mit dem riesenhaften Gastornis auftrat. Die Reste dürften zwischen 56 und 51 Millionen Jahre alt sein und gehören damit dem Unteren Eozän an. Deutlich besser dokumentiert ist der nahe verwandte Palaeotis. Mehrere nahezu vollständige Skelette liegen unter anderem aus den Faunengemeinschaften des Geiseltals und der Grube Messel vor. Beide Lokalitäten datieren in das Mittlere Eozän. Die nur rund 1 m großen Tiere lebten hier in tropischen Regenwäldern und waren wohl noch nicht an hohe Laufgeschwindigkeiten angepasst, worauf auch die dreizehigen Füße verweisen.
In etwa dem gleichen Zeitraum erscheinen erstmals die Eogruidae und die Ergilornithidae. Beide Gruppe sind überwiegend aus dem östlichen und zentralen Asien dokumentiert. Ergilornis als Charakterform letzterer ist in großer Anzahl aus der Ergilin-Dzo-Formation in der Mongolei nachgewiesen. Hier trat auch Eogrus als Nominatgattung ersterer auf, weitere Fundpunkte umfassen etwa die Irdin-Manha-Formation in der Mongolei oder die Obayla- und die Kustovskaya-Formation im östlichen Kasachstan. Diese frühen Forman aus dem Eozän wiesen noch einen dreizehigen Fuß auf. Nach einer Überlieferungslücke im Oligozän erwarben die Eogruidae und Ergilornithidae im Miozän eine starke Anpassung an eine schnelle Fortbewegung in offenen Landschaften. Erkennbar ist dies unter anderem an der Reduktion auf zwei funktionale Zehen je Fuß, analog zu den heutigen Straußen. Das betrifft beispielsweise Sinoergilornis aus dem Linxia-Becken in der chinesischen Provinz Gansu und Urmiornis, der mit Fundpunkten im zentralen und südlichen Asien sowie im östlichen Europa recht weit verbreitet war.

### Fossile Strauße in Afrika und Eurasien

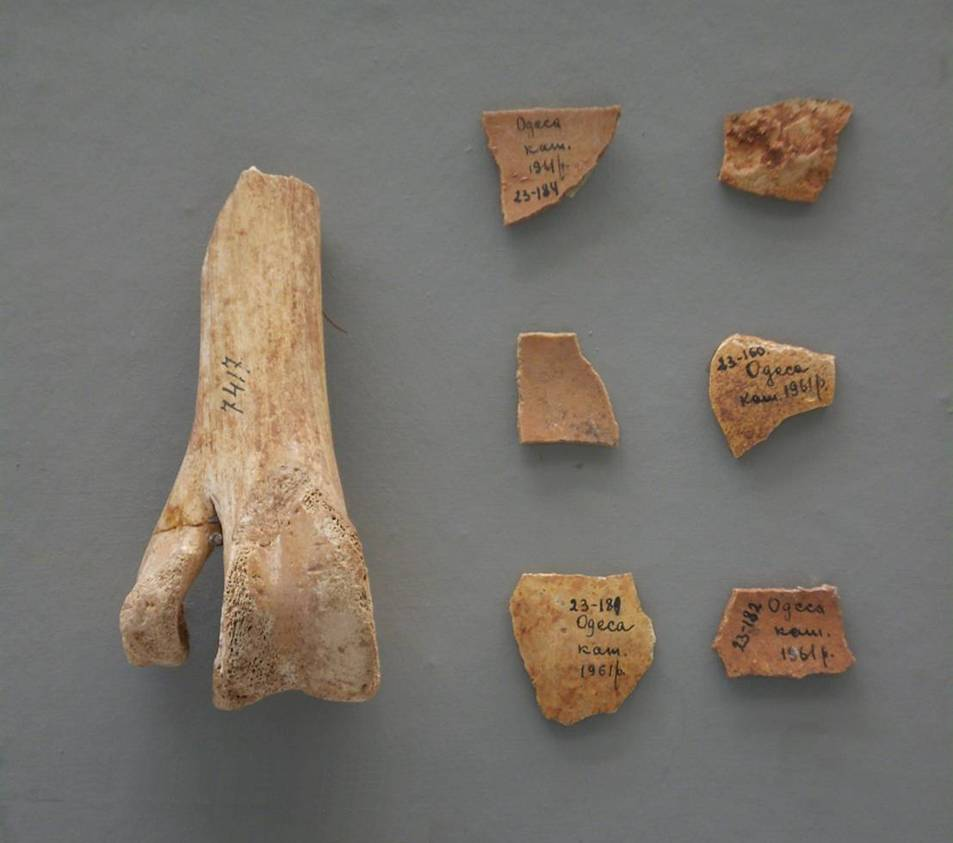
Tarsometatarsus und Eierschalen von Struthio aus dem Pliozän von Odessa.

Die Struthionidae sind erstmals im Unteren Miozän belegbar. Die früheste bekannte Form bildet Struthio coppensi, die von Elisabethfeld und Grillental in Namibia aus einem Zeitraum von etwa vor 21 bis 19 Millionen Jahren nachgewiesen ist. Neben einzelnen Wirbeln sind bisher hauptsächlich Beinknochen verzeichnet, die auf einen zweizehigen Fuß hindeuten. Insgesamt war die Art noch kleiner und graziler gebaut als heutige Strauße. Die frühen Funde aus dem südwestlichen Afrika lassen einen Ursprung der Gattung auf dem Kontinent annehmen. Weitere Fossilreste von Struthio sind aus dem Mittleren Miozän von Fort Ternan in Kenia aufgefunden wurden. Etwa zeitgleich tritt die Gattung in Çandir in Anatolien und damit erstmals außerhalb von Afrika auf. Die Reste können wohl Struthio brachydactylus zugeordnet werden. In der Folgezeit erreichte Struthio eine sehr weite Verbreitung. Neben Afrika als Ursprungsregion sind Funde sowohl im östlichen Asien als auch in Europa aufgedeckt worden. Im östlichen Europa ist als sehr frühe Form Struthio orlovi nachweisbar, wie einige Beinfunde aus Moldawien zeigen. Ähnlich wie Struthio brachydactylus war Struthio orlovi noch vergleichsweise klein. Spätestens im Pleistozäns erreichten dann einige Arten riesige Ausmaße, die die der heutigen Formen weit übertrafen. Dies trifft etwa auf Struthio oldawayi aus der Olduvai-Schlucht in Tansania zu, dessen Knochenmaße um rund 33 % größer sind als jene eines rezenten männlichen Individuums. Bei der nordafrikanischen Form Struthio barbarus liegen die Werte immerhin noch um 20 % über denen der gegenwärtigen Vertreter. Gleiches gilt für Struthio chersonensis, der unter anderem mit Beinknochen aus dem Villafranchium von Sésklo in Griechenland oder aber aus Pavlodar in Kasachstan bekannt ist. In Eurasien starb Struthio vermutlich erst im Oberen Pleistozän aus.

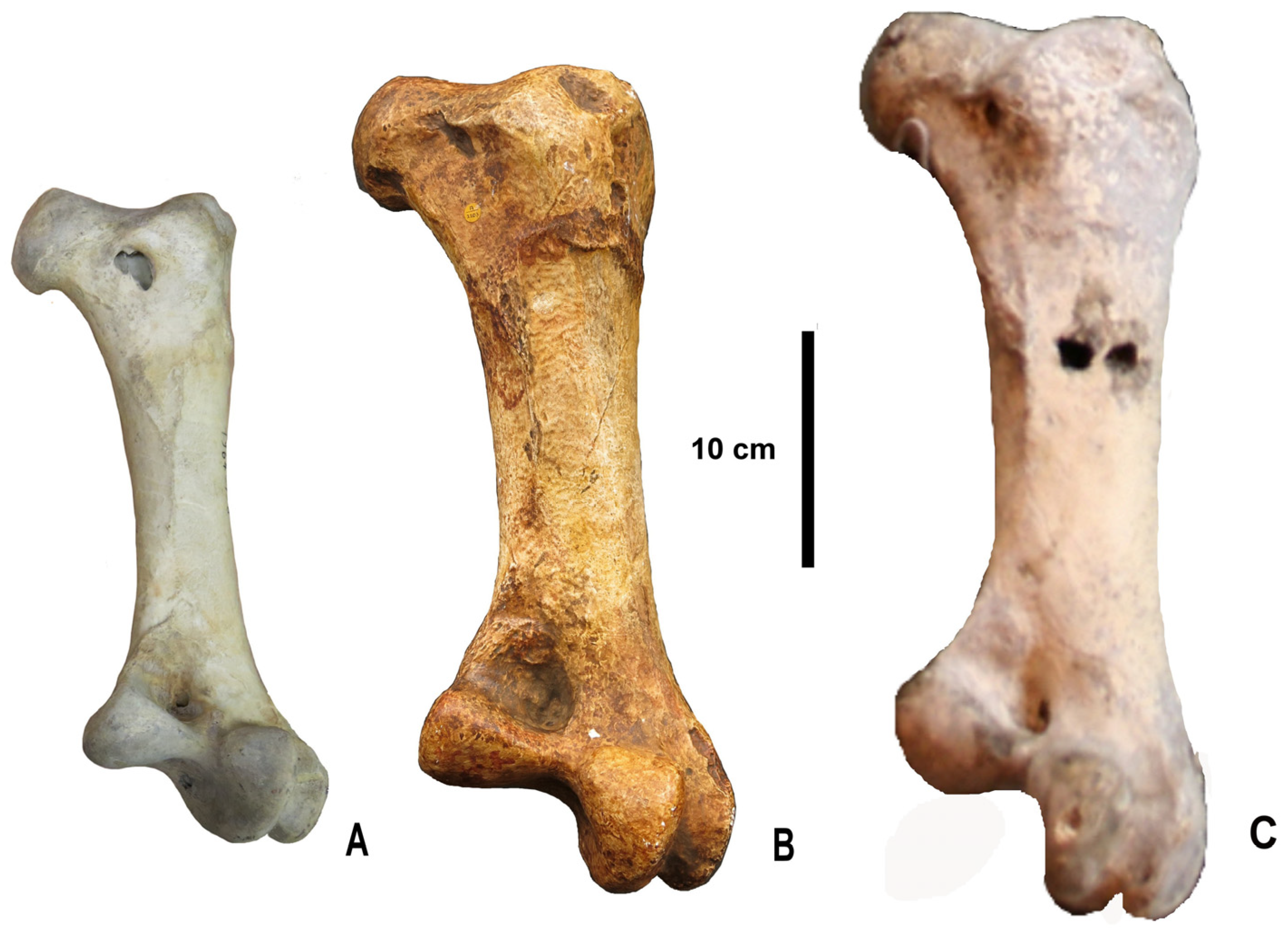
Oberschenkelknochen verschiedener Strauße im Größenvergleich. Links: rezenter Afrikanischer Strauß, Mitte: Pachystruthio anderssoni, rechts: Pachystruthio dmanisensis

Eurasische Funde von Straußen umfassen darüber hinaus mit Palaeostruthio und Pachystruthio zwei weitere Gattungen mit teils gewaltigen Ausmaßen. Palaeostruthio trat überwiegend im Oberen Miozän im südöstlichen und östlichen Europa auf, wie es etwa einzelne Fußknochen aus Kalimantsi und Hadzhidimovo in Bulgarien oder Halswirbel aus Kerassia in Griechenland zeigen. Pachystruthio wiederum ist weitgehend aus dem Altpleistozän überliefert. Aus der Fundstelle Dmanissi in Georgien erhaltene Knochenreste werden Pachystruthio dmanisensis zugeordnet, einem bis zu 450 kg schweren Tier, das einen der größten bekannten Vögeln überhaupt repräsentiert. Des Weiteren dienten ein Zehenknochen und beinahe einhundert Eierschalen aus Kisláng in Ungarn zur Etablierung der Art Pachystruthio pannonicus. Der gleichen Gattung eingegliedert werden auch Beinknochen aus dem Nihewan-Becken in der chinesischen Provinz Hebei, die zu einem vermutlich rund 300 kg schweren Individuum gehören. Die Altersstellung entspricht weitgehend der von Dmanissi. Möglicherweise kam die Gattung noch im ausgehenden Jungpleistozän vor. Dafür sprechen einzelne Beinknochen und Eierschalen aus der Oberen Höhle von Choukoutien bei Peking, die der Art Pachystruthio anderssoni angehören. Anhand des Oberschenkelknochens wurde für die Art ein Gewicht von bis zu 270 kg geschätzt.

## Forschungsgeschichte

### Namensgebung

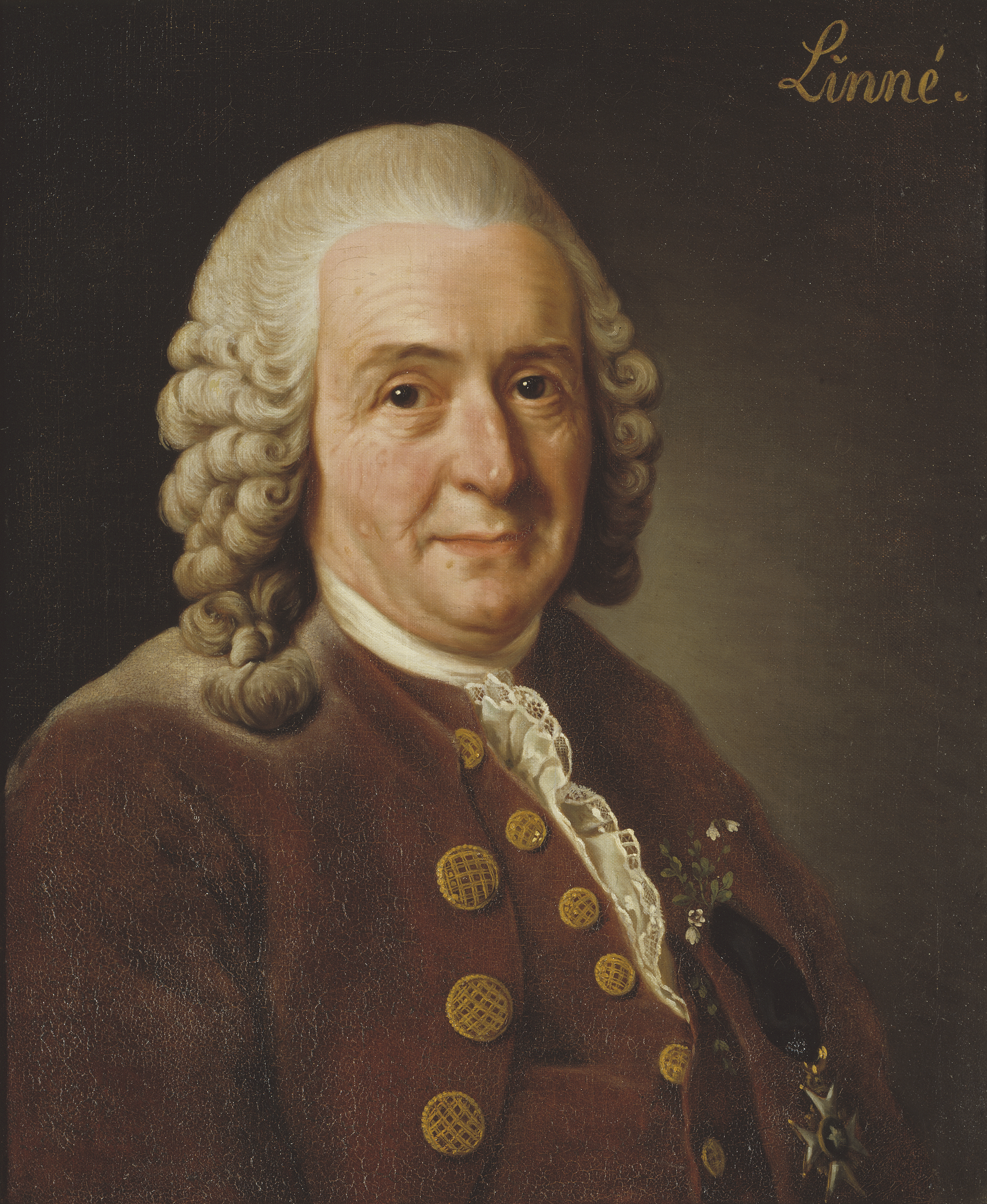
Carl von Linné

Die Gattung Struthio wurde im Jahr 1758 von Carl von Linné wissenschaftlich benannt. Er führte sie in der zehnten Ausgabe seines Werkes Systema naturae auf, gliederte ihr aber neben dem Afrikanischen Strauß auch die Nandus und Kasuare sowie zusätzlich die Dodos bei. Als Unterscheidungsmerkmal der einzelnen Formen wies er die Anzahl der Zehen aus. Die Bezeichnung Struthio für die Strauße war aber bereits vorher in Gebrauch, da sie sich unter anderem auch im Thesaurus von Albert Seba aus dem Jahr 1734 findet, welches Linné als Quelle angab. Hierin erstellte Seba eine umfangreichere Abhandlung über die Vögel und fügte ihr auch eine Abbildung bei. Ebenso erwähnen frühe afrikanische Forschungsreisende Strauße, so unter anderem François Valentijn im Jahr 1726 oder Ernst Christoph Barchewitz im Jahr 1730. Die heute anerkannte Familienbezeichnung als Struthionidae geht wiederum auf Nicholas Aylward Vigors aus dem Jahr 1825 zurück. In seiner Auffassung umschloss die Familie neben den Straußen auch die durch Linné aufgeführten Formen, zusätzlich noch die Großtrappe. Bereits zuvor, im Jahr 1790, hatte John Latham die übergeordnete Gruppe der Struthiones eingeführt, die in etwa eine gleiche systematische Zusammensetzung aufwies. Latham gilt heute als Namensgeber für die Ordnung der Struthioniformes. Diese beinhaltete in einer ursprünglichen Ansicht alle Laufvögel (auch synonym als Ratitae bezeichnet). Nach neueren genetischen Untersuchungen bilden die Laufvögel aber keine geschlossene Einheit, so dass sich die Struthioniformes heute auf die Strauße alleinig beschränken.

### Etymologie
Der Gattungsname Struthio stammt aus der griechischen Sprache und wurde bereits in alten Griechenland genutzt. Die griechische Bezeichnung στρουθός (strouthos) verweist eigentlich auf einen kleinen Vogel, besonders den Sperling. Einige antike Autoren verwendeten für den Strauß die Umschreibung μεγάλη στροῠϑος (megalē strouthos), was so viel wie „großer Vogel“ bedeutet. Darüber hinaus wurden die Tiere auch στρουθο-κάμηλος (stroutho-kamēlos) genannt, wobei sich der Wortzusatz auf den kamelartig langen Hals beziehen soll. Über die griechische Sprache gelang die Bezeichnung als struthio-camelus ins Lateinische und bildete so die Grundlage für das heutige Binomen des Afrikanischen Straußes. Woher sich die ursprüngliche Bezeichnung στρουθός ableitet, lässt sich bisher nicht eindeutig belegen und ist in Verbindung mit κάμηλος und der Übersetzung „Kamel-Sperling“ eher ungewöhnlich. Einige Wissenschaftler vermuten eine Übernahme aus dem Persischen, wo mit dem Wort šutur ein Vogel gemeint ist. Šutur-murgh wiederum bedeutet „Kamel-Vogel“. Eventuell handelt es sich hierbei um eine volksetymologische Umgestaltung des ursprünglich persischen Wortes durch die Griechen. Aus dem griechischen στρουθός leitet sich nicht nur das lateinische struthio ab, es bildete auch die Grundlage für verschiedene andere umgangssprachliche Bezeichnungen für die Strauße, etwa das französische autruche, das englische ostrich, das spanische avestruz, das italienische struzzo und nicht zuletzt auch das deutsche „Strauß“.

## Strauße und Menschen

### Bedeutung in vorgeschichtlicher und frühhistorischer Zeit

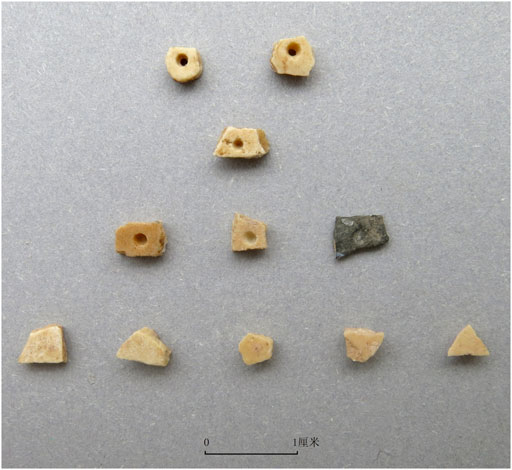
Perlen aus Straußeneierschalen aus Shizitan, China, in verschiedenen Produktionsstadien. Obere Reihe: vollständig durchlocht, mittlere Reihen: ein- und beidseitig angebohrte Stücke, untere Reihe: Rohstücke/Reste, Jungpaläolithikum

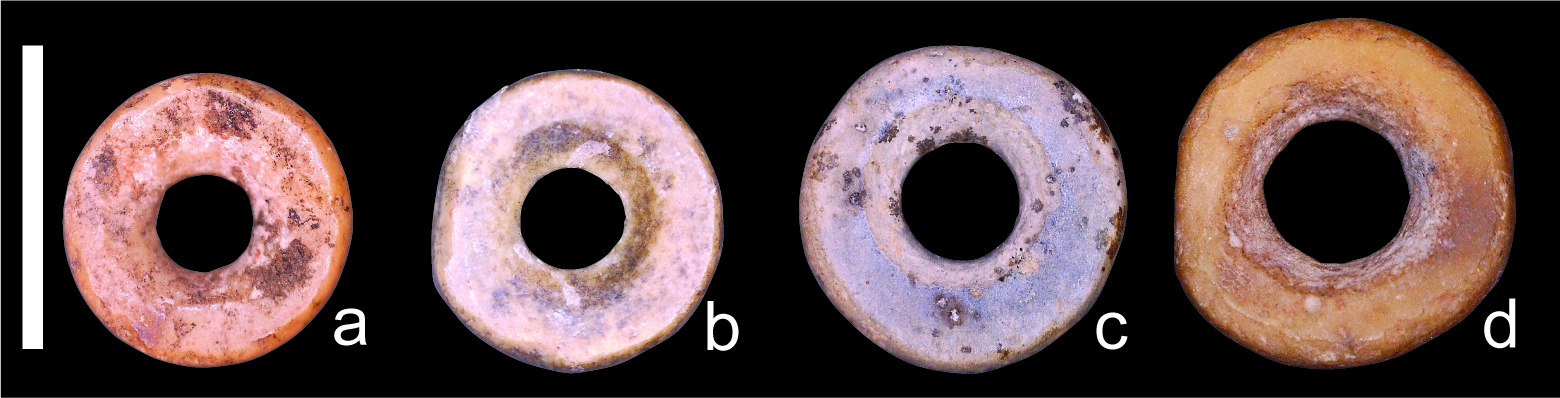
Perlen aus Straußeneierschalen aus verschiedenen Fundstellen Afrikas, Holozän

Strauße waren den Menschen schon seit Jahrtausenden bekannt. Gelegentlich finden sich Reste der Vögel in den Faunengemeinschaften altsteinzeitlicher Lokalitäten wie etwa in Ain Boucherit in Algerien, die einen Teil des umfassenden Fundstellenkomplexes Ain Hanech bildet. Mit einem Alter von rund 2 Millionen Jahren gehört sie in das Altpleistozän. Neben dem Fossilmaterial erbrachte Ain Boucherit zudem Steinartefakte des Altpaläolithikums. Inwieweit die Knochen oder Federn der Tiere hierbei weiterverwendet wurden, ist aber nicht eindeutig. Spätestens im Mittelpaläolithikum erhielten die Eierschalen eine große Bedeutung, aus denen Perlen gefertigt wurden. Bei diesen handelt es sich häufig um scheibenförmige, weniger als 1 cm durchmessende und in der Mitte durchlochte Objekte. Hergestellt wurden sie, indem die Straußeneier zuerst zerschlagen und danach durchlocht wurden, im letzten Schritt erhielt die Perle durch Kantenbearbeitung ihre endgültige Form. Die ältesten derartigen Objekte sind rund 50.000 Jahre alt und stammen von den Felsdächern von Mumba und Magubike in Tansania. Nur wenig später lassen sie sich auch aus der Border Cave im südlichen Afrika belegen und kommen zudem an verschiedenen Fundstellen im östlichen und nördlichen Asien vor. Hier datieren etwa Funde aus Shuidonggou in der nordchinesischen autonomen Region Ningxia auf rund 31.000 Jahre vor heute, entsprechende Funde aus Shizitan in der chinesischen Provinz Shanxi oder aus Tolboi im Norden der Mongolei sind nur unwesentlich jünger. Die Herstellung von Perlen aus Straußeneierschalen lässt sich in den einzelnen Regionen über eine lange Zeit verfolgen und ist bis in das Holozän dokumentiert, regional hält die Tradition in Afrika bis heute an. In einzelnen Fällen wurden Straußeneier auch dekorativ verziert, wie dies einige mittel- und jungpaläolithische Funde aus dem südlichen Afrika zeigen, so beispielsweise vom Diepkloof-Felsdach in der südafrikanischen Provinz Westkap. Die dort auftretenden Linien-, Gitter- und Winkelmuster sind bis zu 60.000 Jahre alt und gehören damit zu den ältesten bekannten künstlerischen Darstellungen der Menschheit, wobei die ursprünglich wohl vollständigen Straußeneier als Transportbehälter für Flüssigkeiten interpretiert werden.

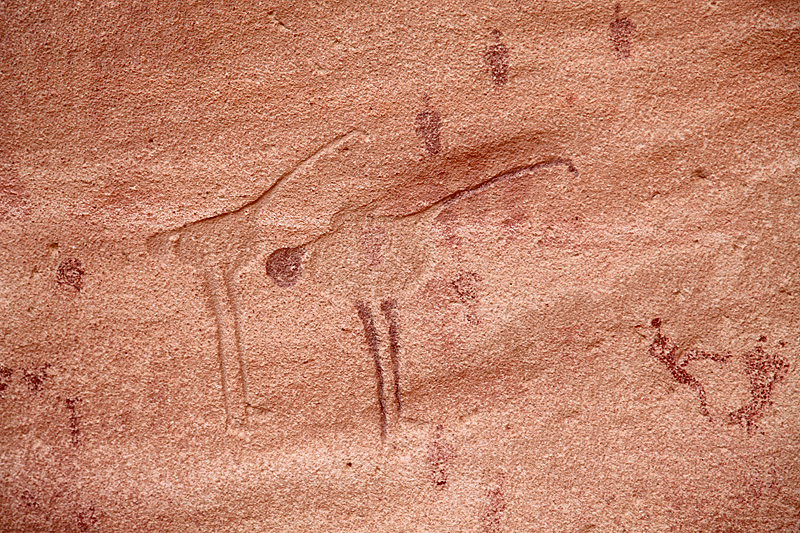
Darstellung von Straußen aus der Höhle der Bestien, Frühneolithikum

Im Verlauf der vorgeschichtlichen Zeit wurden Strauße zudem auf Felswänden dargestellt. Diese als Felsmalereien oder -gravuren angefertigten Bildnisse finden sich beispielsweise in Nordafrika, so etwa bei Zolat el-Hallad im Sudan oder im Wadi al-Hayat in Libyen, deren Alter möglicherweise rund 9500 bis 7000 Jahre beträgt. Erwähnenswert sind auch die etwa ähnlich alten Darstellungen aus der Höhle der Bestien im Gebiet des Gilf el-Kebir des südwestlichen Ägypten. Die mehrere tausend Abbildungen der Höhle enthalten neben Straußen auch andere Tiere, Menschen, Handabdrücke und die namengebenden „Bestien“, kopflose rinderartige Gestalten. Für das südliche Afrika können der Brandberg und die nördlich anschließende Nashornwüste in Namibia hervorgehoben werden. Die gleichfalls teils mehrere tausend Jahre alten Figuren gehen wohl auf die lokalen Khoisan-Gruppen zurück. Außerhalb Afrikas sind Straußendarstellungen etwa aus der Umgebung von Hitsara bei Sambalpur im indischen Bundesstaat Odisha dokumentiert. Sie gehören dem dortigen Jungpaläolithikum an.

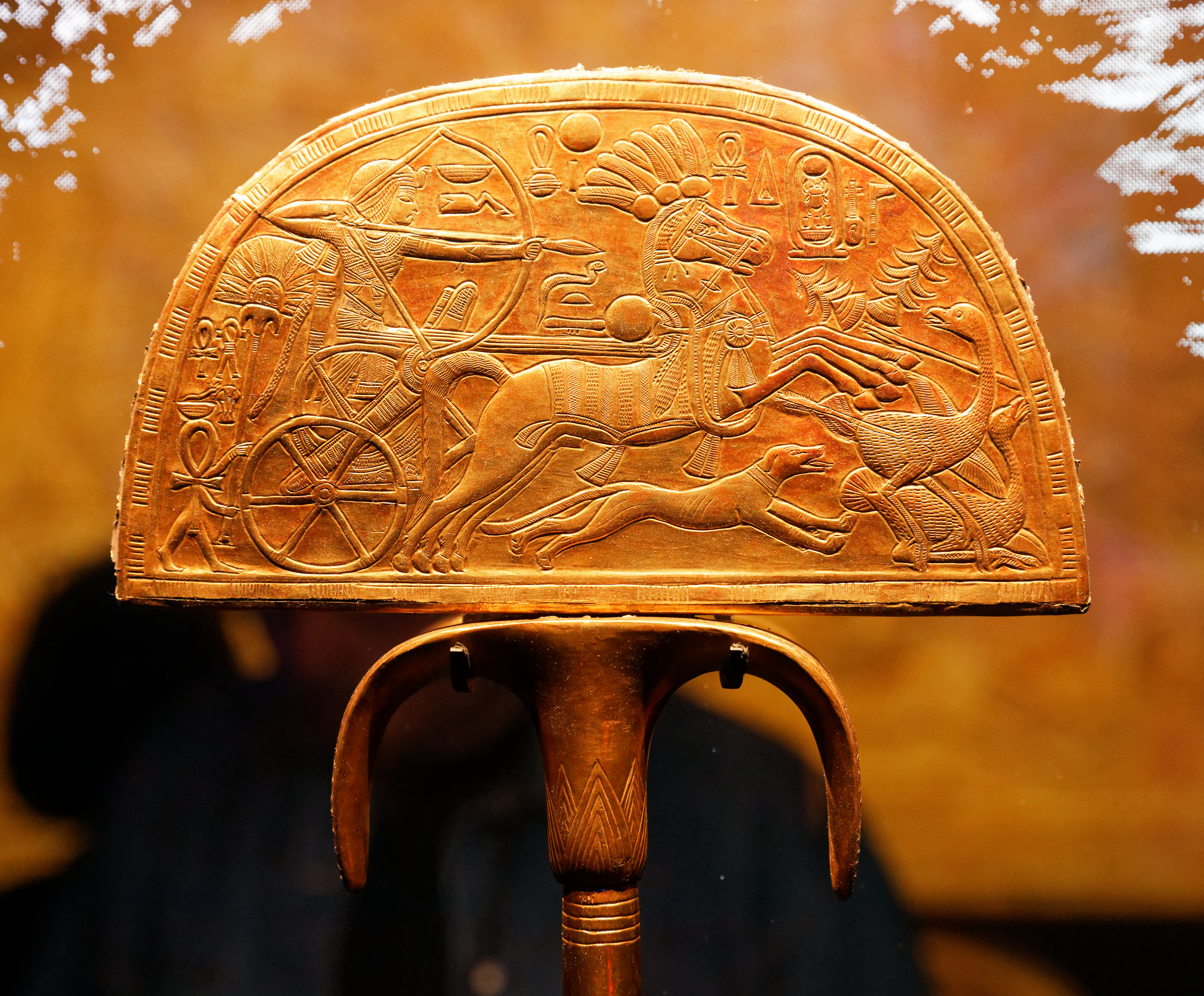
Goldener Fächer des Tutanchamun mit Darstellung einer Straußenjagd

Künstlerische Wiedergaben von Straußen setzen sich im nördlichen Afrika unter anderem in der altägyptischen Zeit fort. Belegbar ist dies beispielsweise an den Gravuren von Nag el-Hamdulab bei Assuan, die der 0. Dynastie entstammen. In der Zeit vom Alten bis Neuen Reich waren die Vögel weit verbreitet, aber grundsätzlich nicht häufig. Sie galten nicht als göttliche Tiere, wurden aber wegen ihrer Federn und Eier geschätzt, denen sowohl dekorative als auch magische Eigenschaften zugesprochen wurden. Federn fanden Verwendung als Schmuck- und Zierelemente höherrangiger Personen, während die Eier als Gefäße dienten. Maat als Göttin der Wahrheit und Gerechtigkeit trug als Attribute Straußenfedern. Die Jagd auf die Vögel war hauptsächlich dem Adel vorbehalten und erfuhr verstärkt im Mittlerem und Neuen Reich Auftrieb. Symbolisch wird dies etwa durch den goldenen Fächer aus dem Grab des Tutanchamun dargestellt, der ursprünglich nicht nur mit Straußenfedern ausgestattet war, sondern auch szenisch die Jagd des Pharao auf einen Strauß aufzeigt. Während der byzantinischen Zeit wurden Strauße in Ägypten dann auf speziellen Farmen gehalten, während die wilden Bestände wohl allmählich verschwanden.

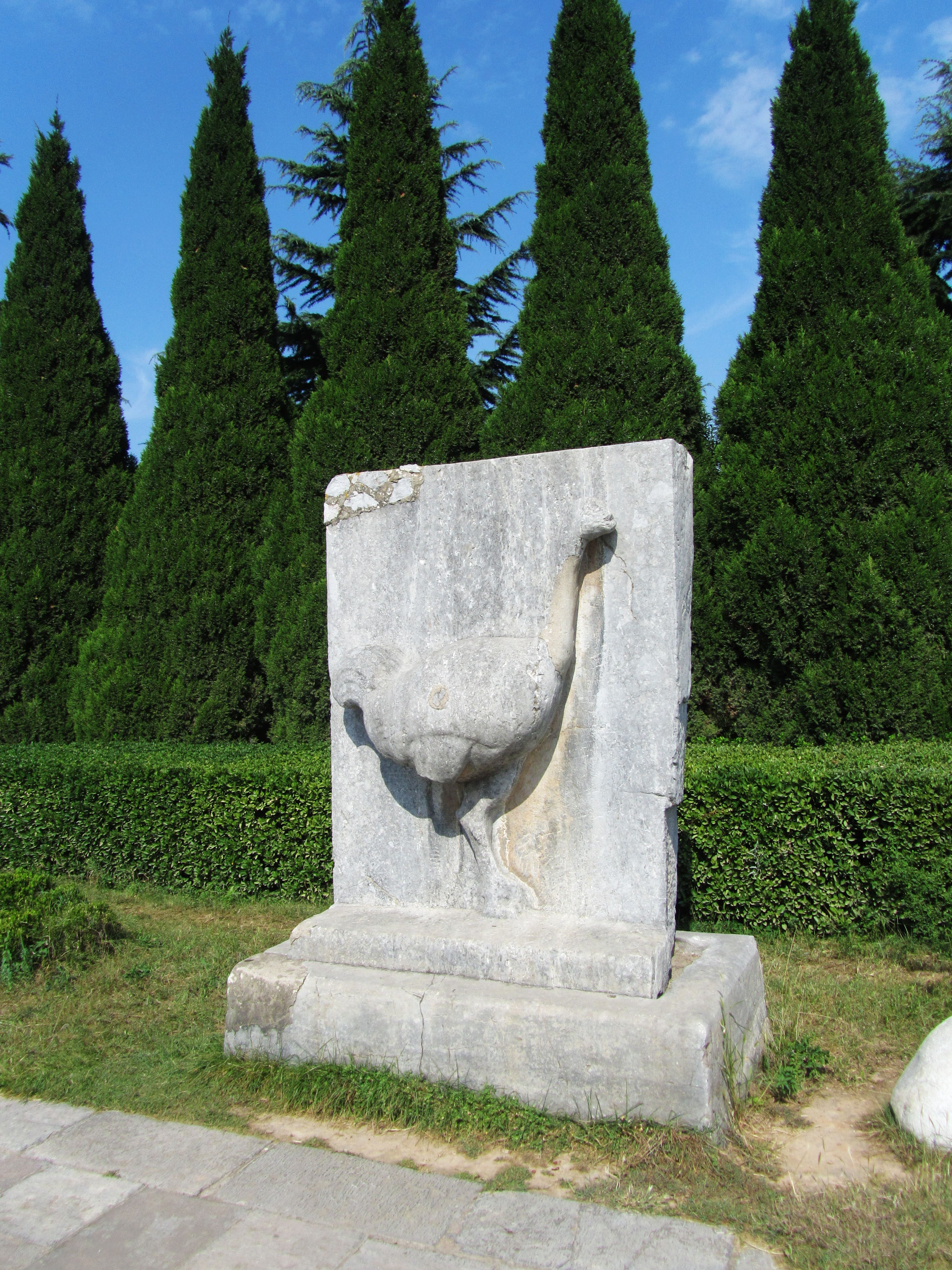
Straußenrelief am Mausoleum des Kaisers Tang Gaozong

Ähnlich wie im Alten Ägypten wurden die Strauße in Mesopotamien ebenfalls dargestellt und ihre Eier genutzt, wie dies unter anderem einzelne Eigefäße aus Kiš im Irak wiedergeben. Die Tiere galten teils als heilig, deren Fleisch den Göttern geopfert wurde. So zeigt unter anderem das Rollsiegel des Urzana, König von Muṣaṣir, aus dem achten vorchristlichen Jahrhundert, wie der Gott Assur zwei Strauße an den Händen hält. Ebenso wurde der Gott Marduk einen Strauß tötend dargestellt. Während seiner Westreise von 138 bis 126 v. Chr. lernte dort der chinesische Reisende Zhang Qian die Strauße kennen und brachte Berichte über diese zurück an den kaiserlichen Hof. Gut 200 Jahre später übergaben einige parthische Gesandte lebende Strauße dem chinesischen Kaiser. Mit dem Beginn der Tang-Dynastie waren Strauße in China weit bekannt und wurden von Künstlern porträtiert. Beispielhaft schmückt ein Straußenrelief das Mausoleum des Kaisers Tang Gaozong, das in das siebente Jahrhundert datiert. Die Gelehrten der griechischen und römischen Antike waren mit den Straußen vertraut. Bereits Herodot ließ sich im fünften Jahrhundert v. Chr. über die Vögel aus. Relativ umfangreiche Abhandlungen gehen auf Plinius den Älteren zurück, die in seiner im ersten Jahrhundert entstandenen Naturalis historia übermittelt sind. Möglicherweise erst zum Ende des Römischen Reiches wurden Strauße auch häufiger in Wettkämpfen in den Amphitheatern eingesetzt. Darüber hinaus beschrieb Apicius im 2. Jahrhundert n. Chr. in seinem Kochbuch Rezepte zur Zubereitung von Straußenfleisch.

### Wirtschaftliche Nutzung
Die moderne kommerzielle Nutzung der Strauße durch den Menschen begann in der Mitte des 19. Jahrhunderts im südlichen Afrika. Die ersten Farmen entstanden in den Jahren 1857 bis 1860 in der damaligen Kapkolonie mit dem Einfangen von wildlebenden Tieren. Ein Hauptfokus war ursprünglich die Gewinnung der Straußenfedern, die alle sechs bis acht Monate entnommen und vornehmlich in der Bekleidungsindustrie verarbeitet wurden. Eine der ersten Abhandlungen über das Halten von Straußen erschien bereits 1881, veröffentlicht von Arthur Douglass, einem Pionier der Straußenzucht, der zwölf Jahre zuvor einen Inkubator für die Vögel entwickelt hatte. Das Einsetzen des Inkubators führte dazu, dass die Anzahl gezähmter Strauße in der Kapkolonie von rund 80 in der Mitte der 1860er Jahre auf über 32.200 eine Dekade später und über eine Million Anfang des 20. Jahrhunderts angestiegen war. Zu dieser Zeit setzte auch die kommerzielle Haltung der Tiere in Australien und Nordamerika ein. Der so im Übergang vom 19. zum 20. Jahrhundert florierende Handel mit Straußenfedern brach im Vorfeld des Ersten Weltkriegs zusammen, wodurch die Strauße in zahlreichen außerafrikanischen landwirtschaftlichen Bereichen wieder verschwanden und teilweise in die freie Wildbahn gelangten. Die Anzahl der in Südafrika gehaltenen Tiere verringerte sich auf rund 23.000 im Jahr 1930.
Ein erneuter Aufstieg der Farmhaltung der Strauße setzte kurz nach dem Zweiten Weltkrieg ein, wiederum mit Südafrika in der Vorreiterrolle. Schwerpunkt war nun neben den Federn der Handel mit der Haut der Vögel. Ab den 1970er Jahren wurde verstärkt das Straußenfleisch genutzt. Zu diesem Zeitpunkt begann eine weltweite Expansion der Haltung der Vögel. Straußenfarmen etablierten sich dadurch nicht nur in Nachbarländern wie in Botswana, sie wurden ebenfalls in Australien erneut gegründet, ebenso kamen zahlreiche weitere Länder in Übersee hinzu wie in Nordamerika, Asien und Europa. Teilweise wurde dies durch die BSE-Krise Anfang der 1990er Jahre begünstigt, in deren Zuge zahlreiche Straußenfarmen entstanden. In den weltweiten Handel sind neben dem Fleisch auch die Haut und die Federn einbezogen. Fleisch wird als Filet, Steak oder Keule angeboten. Federn finden Verwendung in der Reinigungs- und Bekleidungsindustrie, während die Haut als Luxusgut gilt. Des Weiteren werden verschiedene Körperteile der Strauße auch in der Medizin eingesetzt. Unter anderem lassen sich gerissene menschliche Sehnen durch entsprechende Pendants der langen Hinterbeine der Strauße austauschen. In Erforschung ist, inwieweit die Hornhaut der Augen der Strauße als möglicher Ersatz für menschliche bei der Transplantation dienen kann.

### Bedrohung und Schutz
Der Afrikanische Strauß wird von der IUCN in der Kategorie „nicht gefährdet“ (least concern) geführt, was die Naturschutzorganisation mit der weiten Verbreitung und der großen Population begründet. Lokal werden die Tiere bejagt und ihr Fleisch als Nahrung genutzt, Federn dienen wiederum als Grundlage für Schmuckerzeugung. Dies führte dazu, dass einzelne Bestände lokal ausgerottet wurden, so unter anderem der Arabische Strauß Mitte der 1960er Jahre. Der Somali-Strauß wiederum ist in seinem Bestand „gefährdet“ (vulnerable). Ursachen hierfür sind ebenfalls Jagd, aber auch Habitatzerstörung. Beide Arten treten in Naturschutzgebieten auf.